# 川越市
川越市（日语：／ Kawagoe shi */?）是位於日本埼玉縣西南部的城市，過去隸屬於入間郡。目前川越市屬於中核市與業務核都市。江戶時代，當地是繁榮發展的川越藩城下町，有「小江戶」之稱。市內城跡、神社、寺院、古蹟、歷史建物眾多，文化財數量在關東地方僅次於神奈川縣鎌倉市、栃木縣日光市，被國家認定為「歷史都市」（埼玉縣唯一）。由於未受戰爭與地震破壞，市內保留大量歷史風貌，每年吸引約620萬人次前來觀光。

## 概要與歷史
本市地處武藏野台地北端，荒川與入間川在市內匯流。平安時代，河越館豪族河越氏挾著此地地理要衝興起，是鎌倉幕府御家人之一。室町時代，上杉氏家宰太田道灌築河越城，成為上杉氏及之後北條氏於武藏國的據點。戰國時代，川越也是決定關東平原霸權的河越夜戰的戰場，被列為「日本三大夜戰」之一。當地發展早於江戶，又有「江戶之母」之稱。
坐擁川越城的川越藩守護江戶幕府北方，是武藏國第一大藩，藩主包括酒井忠勝、堀田正盛、松平信綱、柳澤吉保等大老、老中級重臣與御家門之一的越前松平家。因此，此地自江戶時代起就是工商業發達且學術興盛的城下町，直至今日仍是擁有多間學校的文教都市。川越藩歷代藩主致力開發武藏野。人稱「知惠伊豆」的松平信綱，命川越藩士安松金右衛門開鑿玉川上水與野火止用水、新河岸川，築川島大圍堤，整修川越街道等。另外行政手腕優秀的柳澤吉保也接受荻生徂徠的建議，命筆頭家老曾根權太夫開拓三富新田。
川越藩奉行殖產政策，開發農產品物與絹織物、工藝品等具市場競爭力的特產品。川越藩領的狹山丘陵以河越茶（狹山茶）栽培為主，而武藏野開墾地則盛行番薯。寛政年間，烤番薯於江戶大流行，透過新河岸川與入間川運送的番薯稱作川越芋，被譽為「比栗美味十三里」（栗よりうまい十三里），成為著名的「番薯之町」。作為本地與秩父等近郊物資供給地，人稱「江戶的廚房」（江戸の台所）。此外，幕末時期，川越藩領的上野國前橋以絲綢業聞名。
作為埼玉縣下重要的城下町（川越藩石高為武藏國最大，在關東也僅次於水戶藩），廢藩置縣後成為川越縣與入間縣的縣廳所在地。埼玉縣成立後，川越是最早施行市制的地方（大正11年施行市制，與北海道札幌市等地同年）。明治以後持續發展，是埼玉里索那銀行前身、埼玉縣唯一國立銀行第八十五國立銀行的發源地。另一方面，橫田五郎兵衛、山崎豐、黑須喜兵衛等豪商在內的川越藩御用商人眾設立了米穀交易所、創立民間銀行（川越銀行與川越商業銀行）、籌組商工會議所及醫師會等，皆領先縣內各地。之後，曾任川越市初代市長的富商綾部利右衛門設立埼玉縣最早的火力發電廠與水力發電廠，是埼玉縣內最早有電燈的城鎮。
在川越商人與清水宗德的參與下，川越鐵道闢建至甲武鐵道國分寺站的鐵道路線。綾部的川越電氣鐵道也開通至大宮，是縣內最早的電車。川越鐵道與川越電氣鐵道之後合併為舊西武鐵道。綾部的西武鐵道與堤康次郎的武藏野鐵道（現在的西武池袋線）於太平洋戰爭中合併。另一方面，1902年（明治35年）。綾部與川越商業銀行總裁星野仙藏計畫建設東京至川越的京越鐵道，之後由總公司設於川越的東上鐵道繼承。1914年（大正3年），池袋站至田面澤站（現在川越市站西方）通車。兩年後延伸至坂戶站。東上鐵道於1920年與根津嘉一郎的東武鐵道合併。昭和時期，省線川越線在川越商人的請願下開通。川越至大宮的電車隨之廢線。
現在，JR和東武東上線川越站一日上下車人次約19萬人（埼玉縣內僅次於大宮站），加上鄰近的西武新宿線本川越站，上下車人次超過26萬人，使川越站周邊成為縣內重要的繁華街之一。

## 交通

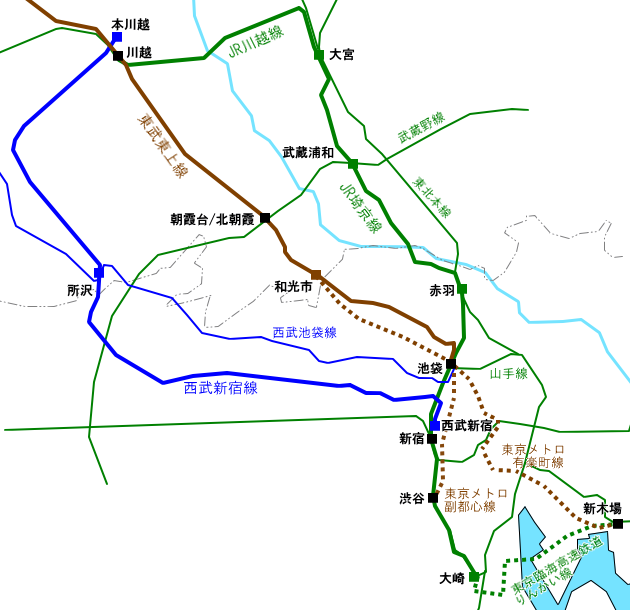
東京都心 - 川越間分属不同公司的多条铁道线路

新宿、池袋副都心有多條路線可至川越。新宿可搭乘西武新宿線往本川越、埼京線往川越、東京地下鐵副都心線（東武東上線直通）往川越市三條路線。池袋可搭乘埼京線、東武東上線、東京地下鐵有樂町線（東武東上線直通）三條路線。澀谷可搭乘埼京線、東京地下鐵副都心線兩條路線。新木場也可搭乘東京臨海高速鐵道臨海線（川越線直通）、東京地下鐵有樂町線兩條路線直達川越。此外，川越線與八高線直通列車可直達八王子，搭西武新宿線直通西武國分寺線也可直達國分寺。
室町時代的川越街道（現國道254號）與江戶時代的新河岸川船運讓此地成為江戶的物流要衝。1971年（昭和46年），埼玉縣內首條高速道路關越自動車道練馬交流道 - 川越交流道路段完工，開通時名為「東京川越道路」。國道16號（東京環狀）與首都圈中央連絡自動車道（圈央道）也通過本地。

## 人口
| 川越市人口分布圖 |                                               |  |
| 川越市與日本全國年齡別人口分布比較圖 （2005年資料） | 川越市的年齡、男女別人口分布圖 （2005年資料） |  |
| ■紫色是川越市 ■綠色是全国 | ■藍色是男性 ■紅色是女性                       |  |
| 川越市人口變化 \| 1970年 \| 171,029人 \| \| \| 1975年 \| 225,465人 \| \| \| 1980年 \| 259,314人 \| \| \| 1985年 \| 285,437人 \| \| \| 1990年 \| 304,854人 \| \| \| 1995年 \| 323,353人 \| \| \| 2000年 \| 330,766人 \| \| \| 2005年 \| 333,795人 \| \| \| 2010年 \| 342,714人 \| \| \| 2015年 \| 350,327人 \| \| \| 2020年 \| 354,571人 \| \| |                                               |  |
| 資料來源：日本總務省統計中心提供之人口普查數據 |                                               |  |
| 1970年 | 171,029人                                     |  |
| 1975年 | 225,465人                                     |  |
| 1980年 | 259,314人                                     |  |
| 1985年 | 285,437人                                     |  |
| 1990年 | 304,854人                                     |  |
| 1995年 | 323,353人                                     |  |
| 2000年 | 330,766人                                     |  |
| 2005年 | 333,795人                                     |  |
| 2010年 | 342,714人                                     |  |
| 2015年 | 350,327人                                     |  |
| 2020年 | 354,571人                                     |  |

- 1886年（明治19年）調査，川越城下人口約15,000人，是埼玉縣內唯一人口突破1萬人的地區。
- 1902年（明治35年）埼玉縣人口動態調査，川越町（日语：川越町 (埼玉県)）（當時）人口約27,000人，埼玉縣內第一。第二的熊谷町約15,000人，第三的本庄町（日语：本庄町 (埼玉県)）約9,000人。
- 1920年（大正9年）第1回國勢調査人口，埼玉縣總人口為1,319,533人，其中川越町人口達24,675人，全縣第一。第二的熊谷町有22,282人，第三的大宮町（日语：大宮町 (埼玉県)）有19,057人。當時川越町人口是縣廳所在地浦和町（現埼玉市浦和區）（11,694人）的兩倍以上。
- 1935年（昭和10年）國勢調査，川越市人口達35,000人。
- 本市人口增加幅度曾一度落後其他自治體，但近年人口增加數是首都圈最顯著的城市之一。

### 日夜人口比率
日夜人口比率達96.51%（2005年）。
縣廳埼玉市為91.89%，所澤市為85.02%，越谷市83.84%，上尾市82.92%，春日部市80.15%，各市多在70%～80%左右。

## 地理

### 氣候
依柯本氣候分類法屬溫暖濕潤氣候。全年氣候宜人，年平均雨量1320公厘，年均溫15.8℃（2009年）。

### 地誌

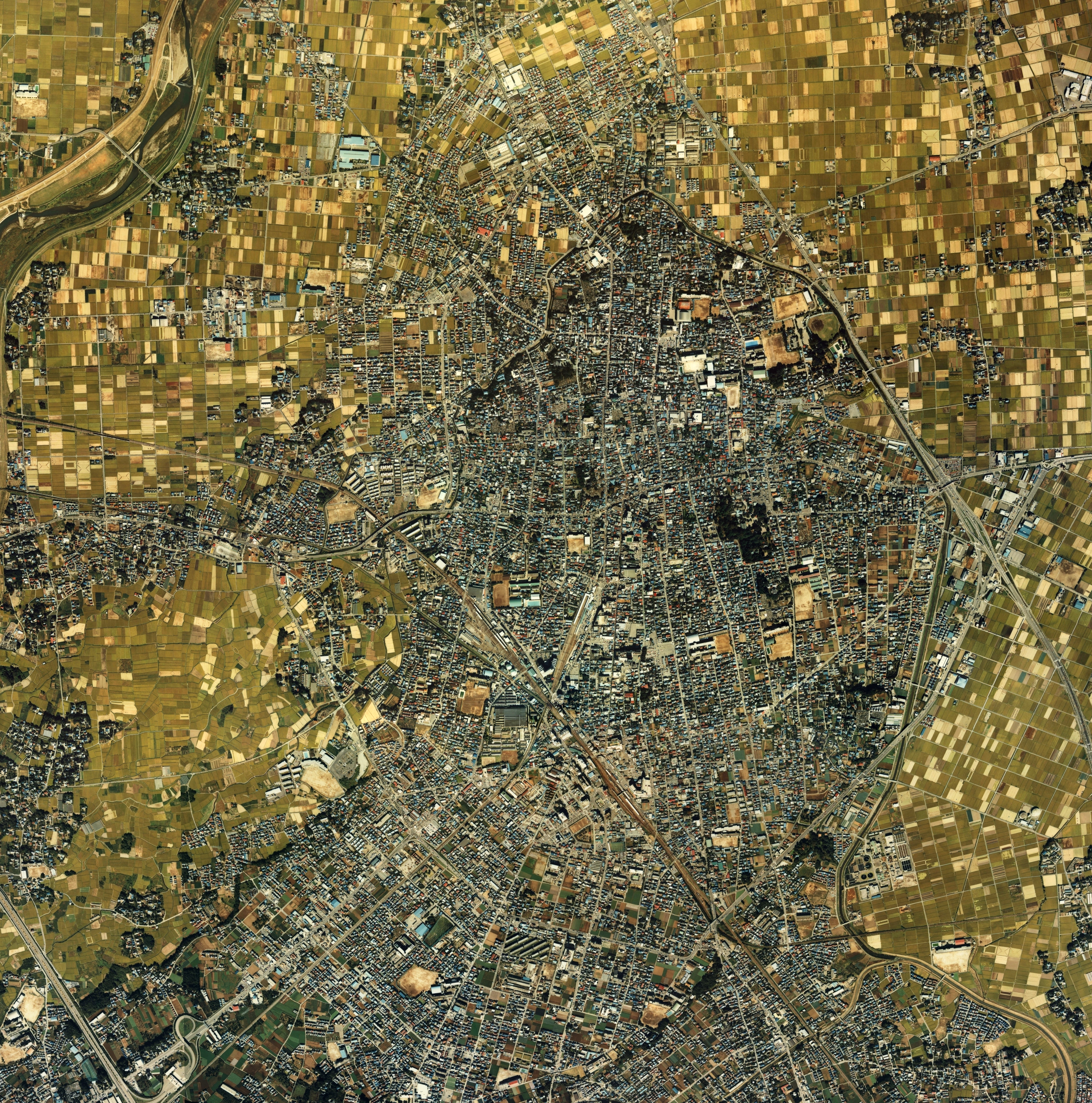
川越市中心部周邊空拍圖。。

屬都心30公里圈。市域東西長約16.3公里，南北長約13.8公里。元町標高18.5公尺，市南端最高點50.7公尺，東部最低點6.9公尺。
川越位在武藏野台地東北端。武藏野台地在柳瀨川以北稱川越台地，入間川以北稱入間台地。河越館位於入間台地東限，川越城位於川越台地北限。川越台地周邊是河川低地，市區位在台地上，歷史上的發展也多往同屬台地的南方發展。荒川與入間川在東北方的古谷上匯流，形成日本最大的河川地。受此地形阻隔，川越與位在荒川對岸的大宮等地關係並不密切。
1457年（長祿元年），太田道灌修築川越街道連結川越城與江戶城。川越街道由於未穿越入間川與荒川，人潮不亞於與飽受荒川及利根川氾濫所苦的中山道。市北部與東部是廣大的河川氾濫地荒川低地，為稻作地帶。市東部有埼玉縣最大的自然湖沼伊佐沼。
位於武藏野台地（川越台地、入間台地）上的市中心與南部、西部是洪積台地，富士山與淺間山火山灰形成的關東壤土層無保水力，在江戶時代以前武藏野台地僅有石神井川與不老川等水源，多以旱田為主。

### 地名由來
市名來自平安時代築河越館的豪族河越氏，但其姓氏由來眾說紛紜。一說是川越自古以來是武藏國的中樞，不過河就無法到達被河川圍繞的川越市區，因此稱作「河越」。另養壽院銅鐘（國家重要文化財）刻有「武藏國河肥庄」，吾妻鏡在文治2年（1186年）的記述中也提及「河肥」，意指入間川氾濫所造成的肥沃土地。

## 鄰接自治體、行政區
- 上尾市
- 埼玉市（西區）
- 富士見野市
- 富士見市
- 所澤市
- 狹山市
- 日高市
- 鶴島市
- 坂戶市
- 入間郡三芳町
- 比企郡川島町

## 行政
- 市長：川合善明（日语：川合善明）（2013年2月8日 - ，第二任，前市長川合喜一之子）

### 歷任市長
| 任    | 姓名         | 就任年月日     | 卸任年月日    |
| ----- | ------------ | -------------- | ------------- |
| 初代  | 綾部利右衛門 | 1922年12月1日  | 1923年2月     |
| 2     | 武田熊蔵     | 1923年8月1日   | 1927年7月31日 |
| 3     | 寺尾規矩郎   | 1927年9月22日  | 1931年9月21日 |
| 4     | 林壽夫       | 1931年10月13日 | 1932年1月15日 |
| 5     | 早川金十郎   | 1932年3月1日   | 1935年8月13日 |
| 6     | 橋本定五郎   | 1935年8月17日  | 1939年8月16日 |
| 7     | 伊達德次郎   | 1939年8月24日  | 1943年8月23日 |
| 8     | 澀谷塊一     | 1943年9月14日  | 1945年3月16日 |
| 9     | 河合正臣     | 1945年4月21日  | 1946年8月16日 |
| 10-15 | 伊藤泰吉     | 1946年10月7日  | 1965年7月31日 |
| 16-19 | 加藤瀧二     | 1965年9月19日  | 1981年1月7日  |
| 20-22 | 川合喜一     | 1981年2月8日   | 1993年2月7日  |
| 23-26 | 舟橋功一     | 1993年2月8日   | 2009年2月7日  |
| 27-28 | 川合善明     | 2009年2月8日   |               |

### 名譽市民
- 伊藤泰吉（曾任朝鮮總督府專賣局（日语：朝鮮総督府専売局）與朝鮮總督府遞信局（日语：朝鮮総督府逓信局）長。首位民選市長，連六任川越市長）
- 加藤瀧二（曾任和歌山縣經濟部長、群馬縣經濟部長、富山縣內務部長。連四任川越市長）
- 山崎嘉七（曾任八十五銀行（日语：第八十五国立銀行）總裁、埼玉銀行（日语：埼玉銀行）總裁、川越市議會議長）
- 川合喜一（連三任川越市長）
- 相原求一朗（日语：相原求一朗）

### 財政
川越市2012年度（平成24年度）財政力指數為0.95，在縣內次於戶田市、和光市、朝霞市、八潮市、所澤市、埼玉市。

### 行政、司法機關

#### 國家派出機關
- 國土交通省
  - 荒川上流河川事務所
- 厚生勞動省
  - 川越勞動基準監督署（日语：労働基準監督署）
  - 川越公共職業安定所（日语：公共職業安定所）
- 法務省
  - 埼玉地方法務局（日语：東京法務局）川越支局
  - 埼玉地方檢察廳（日语：さいたま地方検察庁）川越支部
  - 川越區檢察廳（日语：川越区検察庁）
  - 川越少年刑務所（日语：川越少年刑務所）
- 國稅廳
  - 川越稅務署（日语：税務署）
- 裁判所
  - 埼玉地方裁判所（日语：さいたま地方裁判所）川越支部
  - 埼玉家庭裁判所（日语：さいたま家庭裁判所）川越支部
  - 川越簡易裁判所（日语：川越簡易裁判所）

#### 特殊法人機關
- 日本年金機構（日语：日本年金機構）
  - 川越年金事務所

#### 縣派出機關
- 埼玉縣川越地方廳舍
  - 川越縣稅事務所
  - 川越農林振興中心
  - 西部教育事務所
  - 西部環境管理事務所
  - 川越比企地域振興中心
  - 埼玉県消費生活支援中心川越
- 川越兒童相談所（日语：児童相談所）
- 護照中心川越支所
- 川越縣土整備事務所
- 川越建築安全中心
- 川越家畜保健衛生所（日语：家畜保健衛生所）
- 埼玉縣下水道公社（日语：埼玉県下水道公社）新河岸川上流水循環中心
- 埼玉縣住宅供給公社（日语：埼玉県住宅供給公社）川越支所

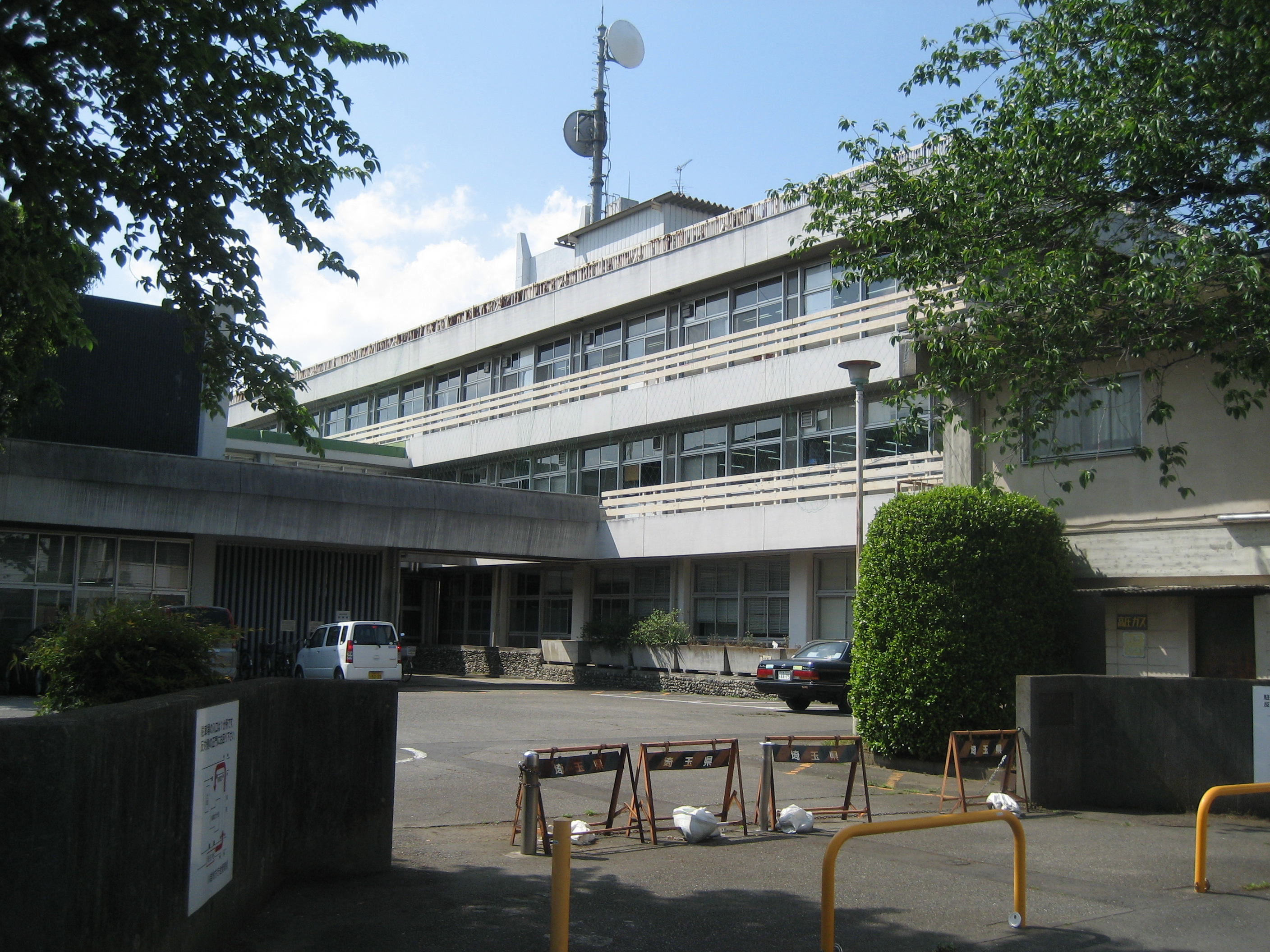
川越地方廳舍
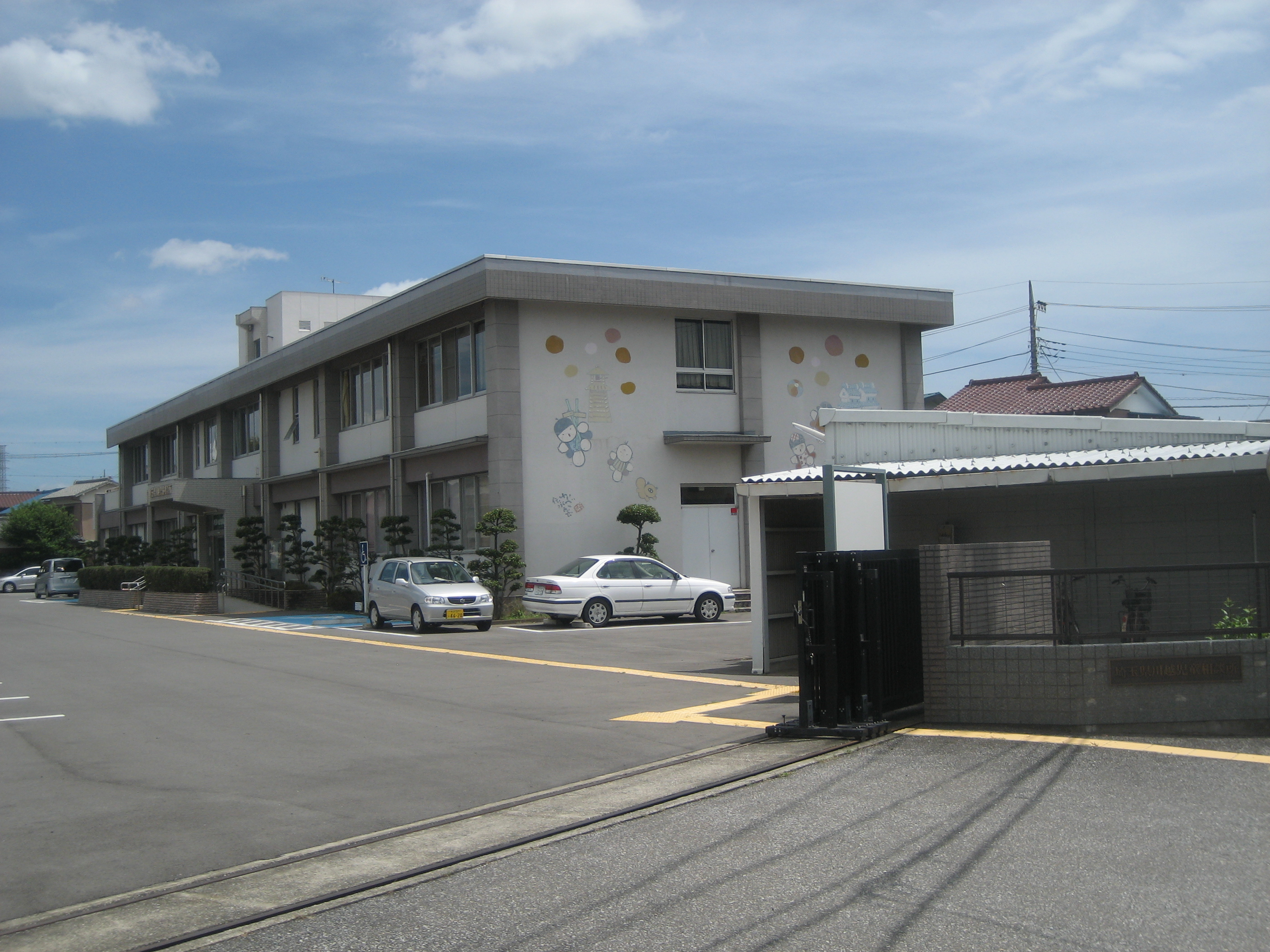
川越兒童相談所
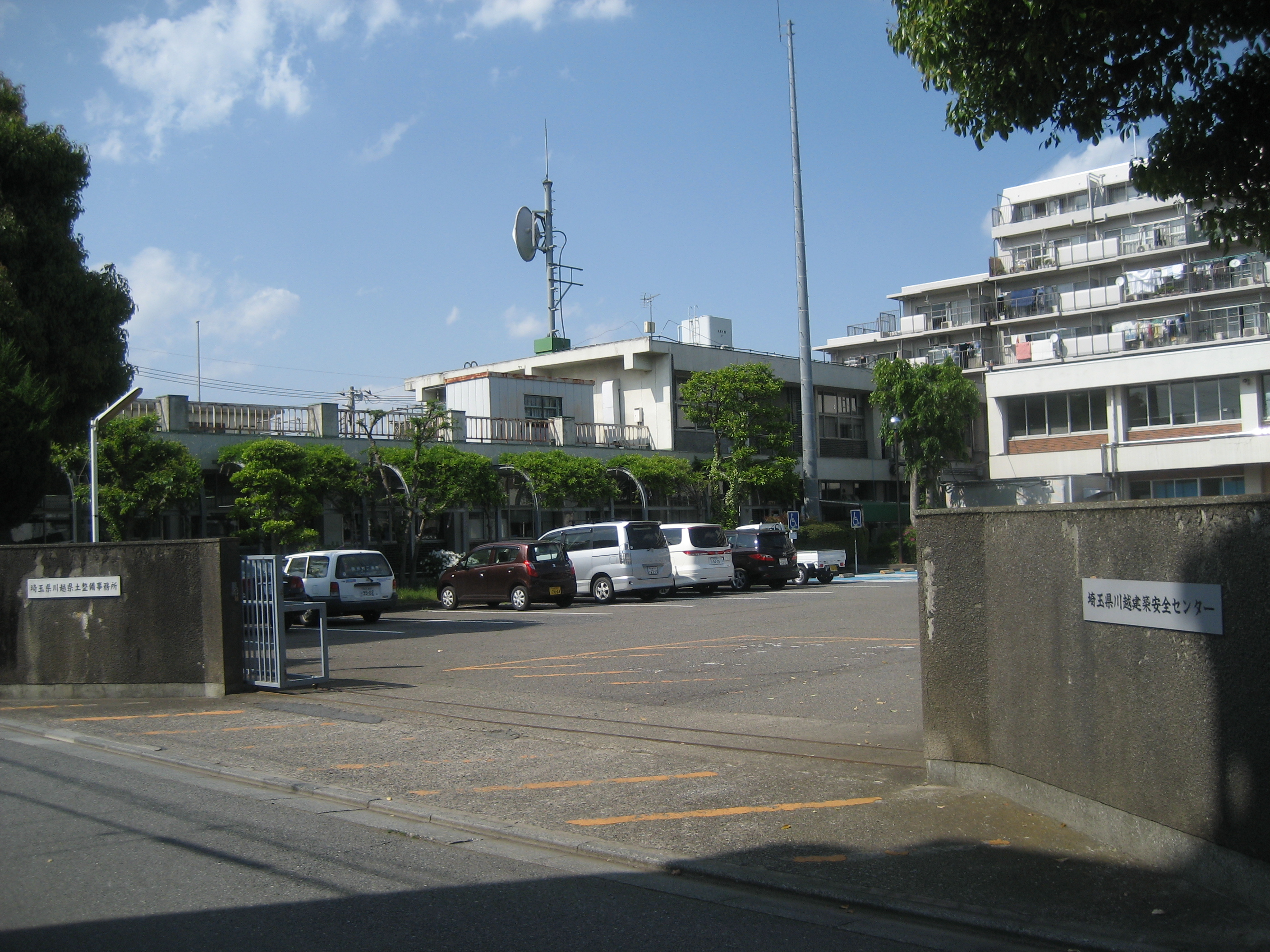
川越縣土整備事務所、川越建築安全中心
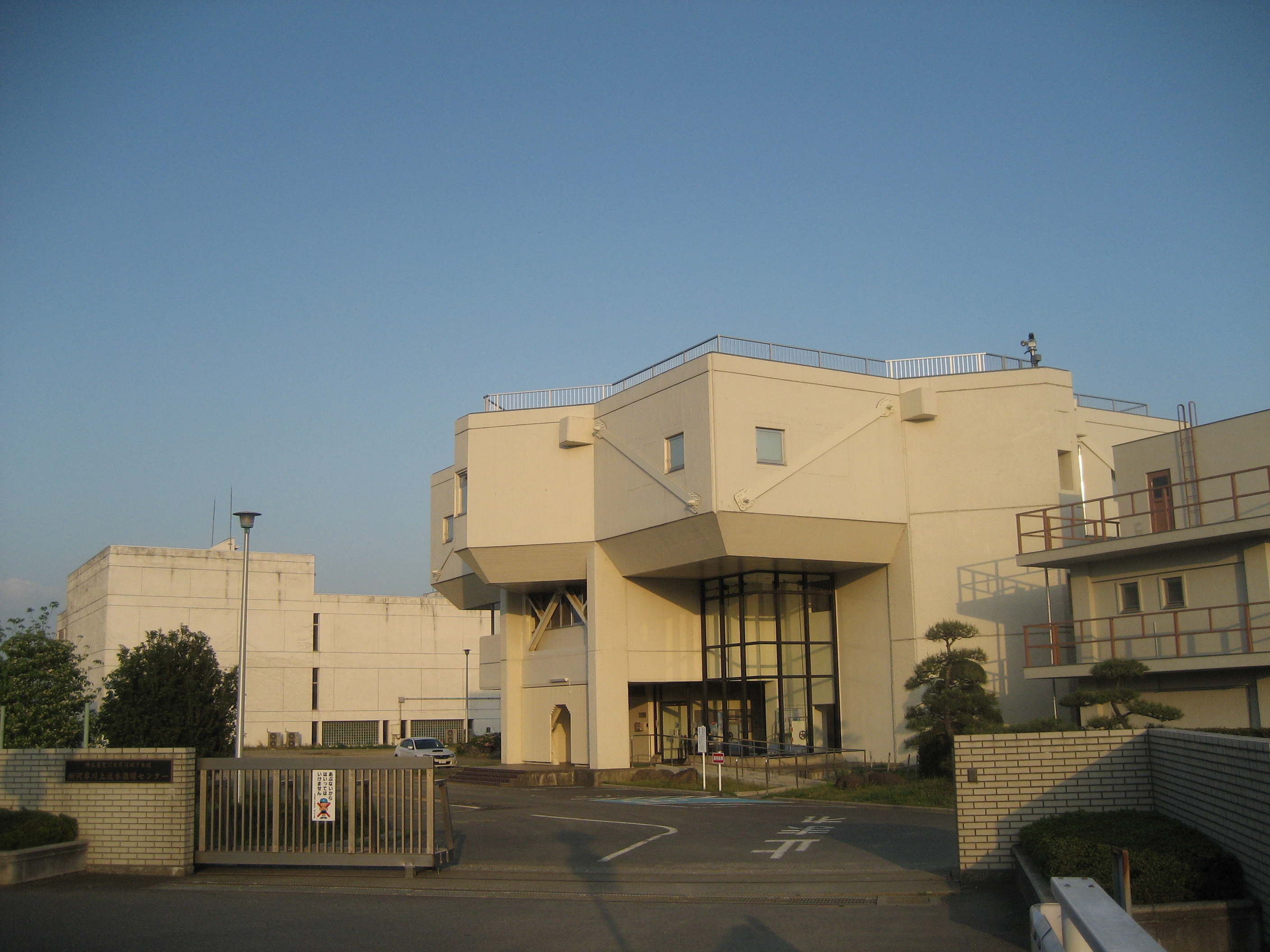
新河岸川上流水循環中心

#### 市機關
- 川越市役所（日语：川越市役所）
  - 川越市芳野市民中心[6]
  - 古谷市民中心
  - 南古谷市民中心
  - 高階市民中心
  - 福原市民中心
  - 山田市民中心
  - 名細市民中心
  - 霞關市民中心
  - 霞關北市民中心
  - 川鶴市民中心
  - 大東市民中心
  - 南連絡所（Atre丸廣（日语：アトレマルヒロ）1樓）
  - 本川越站証明中心（西武本川越PePe（日语：ペペ (商業施設)）2樓）

- 川越市上下水道局（日语：水道局）
- 川越市下水道管理中心
- 川越市保健所
- 川越站西口土地區劃整理事務所
- 川越市道路管理事務所
- 川越市計量檢查所
- 川越市生活情報中心
- 川越市市民會館·山吹會館
- 川越西文化會館（MELT）
- 川越南文化會館（JOYFUL）
- 北部地域接觸中心
- 東部地域接觸中心
- 市立美術館
- 兒童中心兒童之城
- 川越站東口兒童館
- 高階兒童館
- 川越站東口多功能廳
- 國際交流中心
- 女性活動支援廣場
- 農業接觸中心

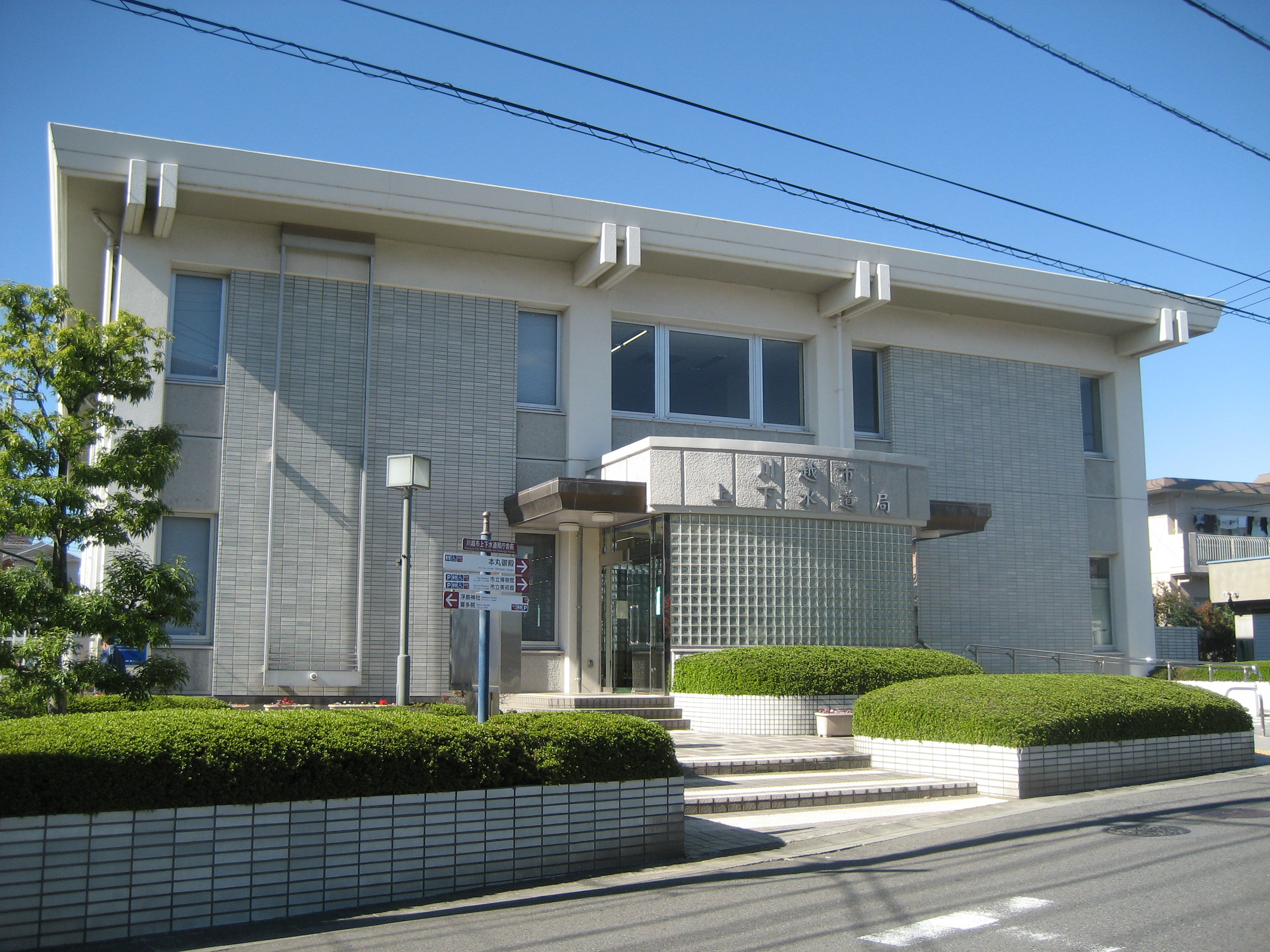
川越市上下水道局

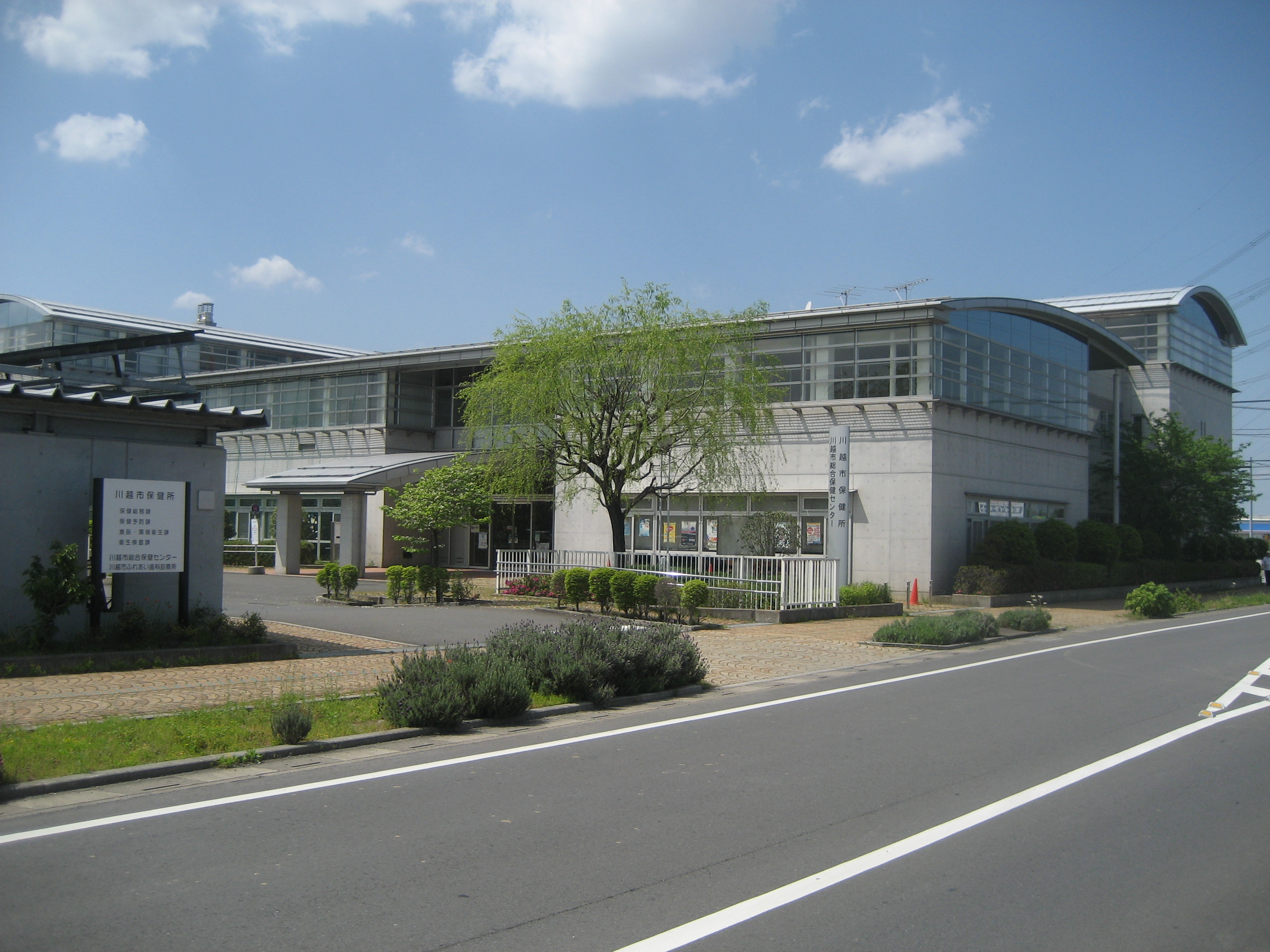
川越市保健所

- SUN LIFE（サンライフ）川越、芳野台体育館

#### 警察
- 西部機動中心
- 川越警察署（日语：川越警察署）

#### 消防
- 川越地區消防組合（日语：川越地区消防組合）

### 廣域行政
- 川越市、坂戶市、鶴島市、日高市、入間郡毛呂山町與越生町、比企郡川島町組成「埼玉縣川越都市圈社區營造協議會」（通稱「彩虹協議會」）。現在各自治體可相互利用圖書館、互相刊登公關報紙、發行介紹觀光地的「廣域觀光導覽」等。此外，除日高市與比企郡川島町以外的5市町車牌號碼皆是「川越」號碼。
- 川越地區消防組合（與比企郡川島町一同執行消防救難等業務）

### 市議會
2015年5月15日
- 議員席次：36
- 議長：吉田光雄（自由民主黨川越市議團）
- 副議長：關口勇（自由民主黨川越市議團）
- 任期：2015年5月1日 - 2019年4月30日
- 黨派：
  - 自由民主黨川越市議團（10席）
  - 公明黨議員團（7席）
  - 日本共產黨議員團（5席）
  - 山吹會（5席）
  - 市民論壇（3席）
  - 政晴會（3席）
  - 民主黨議員團（2席）
  - 無所屬（1席）

### 再開發事業
川越北環狀線事業
引導車流避免進入市區的環狀道路最後路段埼玉縣道160號川越北環狀線工程正在進行中。
站前整備事業
- 本市擬定市區3站整備計畫「川越站西口周邊地區基本構想」。川越站西口步行者人工地盤於2014年完工。此外西口也設置高速巴士與校車用的巴士總站。
- 本川越站西口與西口站前廣場的建設。
- 川越市站改建為跨站式站房、整備站前廣場、建設川越市站西口。目標透過道路整備，將與本川越間的步行時間從11分縮短至5分鐘（川越市第三次總合計畫）。
- 新河岸站開設東口。

西部地域振興接觸據點設施整備事業
埼玉縣與川越市共同的大規模計畫西部地域振興接觸據點設施（暫稱）將座落在川越站西口。雙方發表將利用川越站西口2.4公頃用地打造協助產業的企業交流設施、大學聯盟的衛星教室、縣地方廳舍、多功能廳、川越市市民活動中心、具有樂池的縣內最大規模劇場。鄰接的民間商業設施westa川越於2014年開幕。
川越城址公園祭畫
川越城富士見櫓復原計畫。
中央通沿線街區土地區劃整理事業
本川越站前至連雀町交差點的道路路幅將從11公尺拓寬至20公尺，同時沿線進行土地區劃整理。

## 姊妹都市、友好都市
- 小濱市（福井縣）- 1982年11月30日締結姊妹都市（藩主酒井忠勝（日语：酒井忠勝 (若狭国小浜藩主)）之緣）
- 棚倉町（福島縣東白川郡）- 1972年1月18日締結友好都市（藩主松平康英（日语：松平康英）之緣）
- 中札內村（北海道河西郡）- 2002年11月30日締結友好都市（川越出身畫家相原求一朗（日语：相原求一朗）之緣）
- 美因河畔奥芬巴赫市（德國黑森古都）- 1983年8月24日締結姊妹都市
- 撒冷（美國 奧勒岡州首府）- 1986年8月1日締結姊妹都市
- 歐坦（法國勃艮第古都。羅馬帝國開國君主奥古斯都建都）- 2002年10月18日締結姊妹都市

與同以「藏之街」聞名的栃木縣栃木市、千葉縣香取市（舊佐原市）一同舉行小江戶高峰會，進行觀光交流。

## 經濟
- 產業人口（2005年國勢調査）
  - 就業者總數：164,573人
  - 第一級產業：3,375人 (2.1%)
  - 第二級產業：43,628人 (26.5%)
  - 第三級產業：111,160人 (67.5%)

### 工業
1965年（昭和40年）與狹山市積極招商，打造當時日本面積最大的川越狹山工業團地，1980年代再成立富士見工業團地與川越工業團地。首都圈中央連絡自動車道川島交流道附近正在整備川越第二產業團地。2009年製造品產值達7,868億日圓，在縣內僅次於狹山市。工業產品以機械類最多。
- EXEDY（日语：エクセディ）川越工場
- Acecook（日语：エースコック）東京工場
- 酒井重工業（日语：酒井重工業）生產中心
- 賽諾菲川越工場
- 颯美川越工場
- 三墾電氣（日语：サンケン電気）川越工場
- SANRITZ（サンリッツ）川越工場
- 新報國製鐵（日语：新報国製鉄）本社、工場
- CHIFURE化妝品（日语：ちふれ化粧品）本社、川越工場
- 電友（日语：デンヨー）川越出張所
- 東洋油墨（日语：東洋インキSCホールディングス）埼玉製造所
- 東洋科美（日语：東洋インキSCホールディングス）川越製造所
- 日清紡績（日语：日清紡ホールディングス）川越工場
- 諾華埼玉工場
- 先鋒川越事業所
- Husqvarna Zenoah（日语：ハスクバーナ・ゼノア）本社工場
- 赫菲精工（日语：ヒーハイスト精工）本社、川越工場
- 本田金屬技術（日语：本田金属技術）本社工場
- 雪印惠乳川越工場

### 農業
- 番薯
  - 紅赤（日语：紅赤）（べにあか）－誕生於埼玉的品種。
- 芋
- 蕪菁（收穫量埼玉縣內第一）
- 毛豆（收穫量埼玉縣內第一）
- 小白菜（收穫量埼玉縣內第一）
- 小松菜
- 蘿蔔
- 菠菜（收穫量埼玉縣內第二，次於深谷市）
- 胡蘿蔔
- 牛蒡
- 米
- 小麥

等。
- 江戶時代烤番薯盛行，商家以口號「比栗好吃十三里（或十三里半）」（栗（九里）より（四里）うまい十三里（十三里半））做為宣傳，是番薯著名產地。以「川越芋（日语：川越芋）」的名義上獻給將軍德川家治。主要產地在市內西南部。
- 志願者組成「川越番薯之友會」，將10月13日定為「番薯日」。該組織致力復興川越芋，獲選1999年（平成11年）「三得利地域文化賞（日语：サントリー文化財団）」。現在會長是番薯研究權威東京國際大學教授Barry Duell[9]。
- 現在西南方台地上的福原、大東地區農作物以葉菜類為主，北方與東方河岸低地的芳野、山田、名細、田面澤、古谷等地以稻作為主。市內無山地，擁有縣內最大的經營耕地面積（2,693公頃）。本市農業產值次於深谷市、熊谷市、本庄市，位居縣內第4位（2009年）。川越是埼玉縣內商業、工業、農業取得良好平衡的城市，青年層農民較多為本地特色。
- 設立「小江戶川越品牌產品」認定制度。市內的「CODEO（日语：コエドブルワリー）啤酒」與「響（ひびき）」（烤雞串、彩之國黑豬）獲選「農商工連攜88選（日语：農商工連携）」。

### 商業

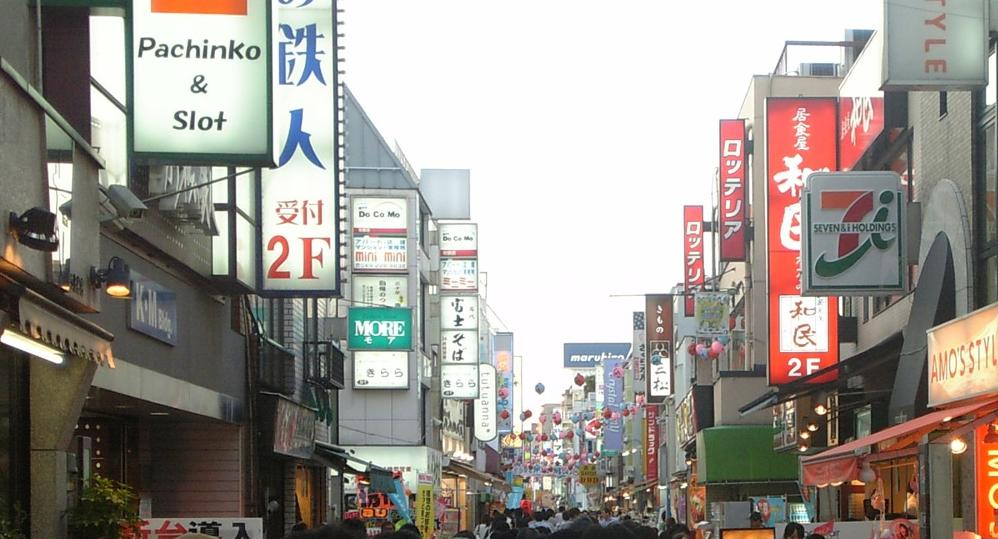
川越站東口、Crea Mall

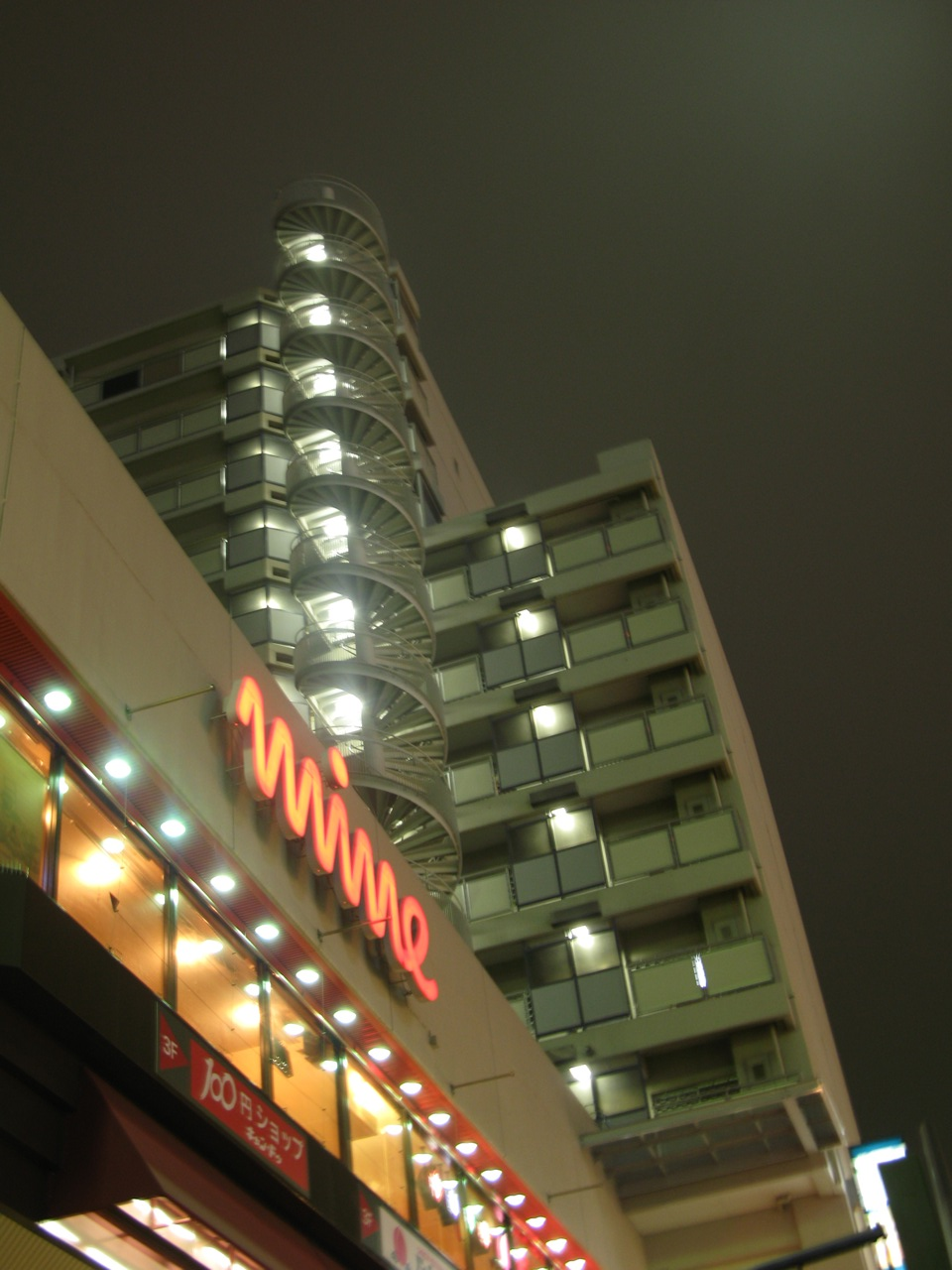
川越mine

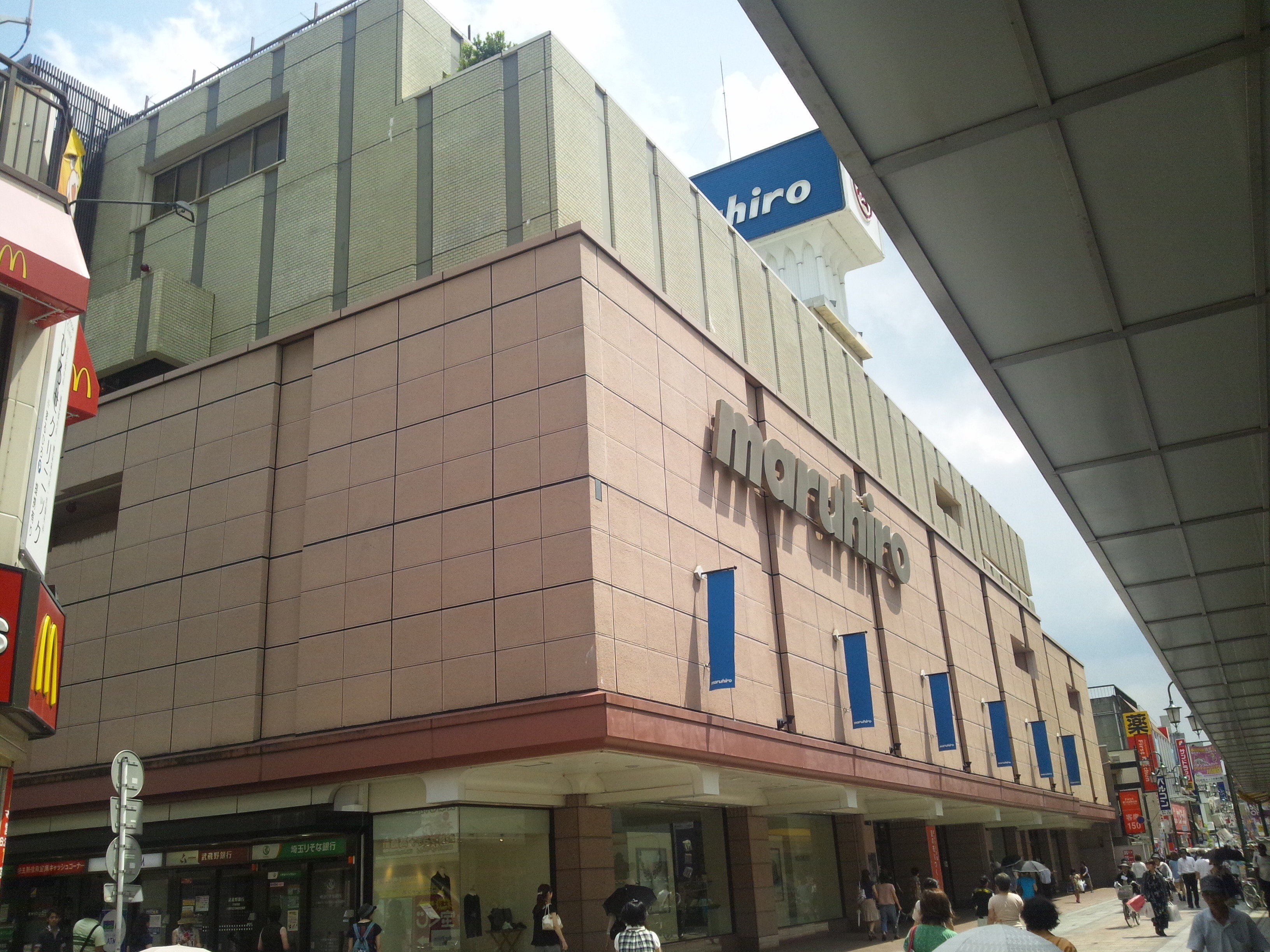
丸廣本店、本館Crea Mall側

川越市零售業年銷售額在縣內次於埼玉市、川口市位居第三（2009年）。
- 川越站東口往北延伸的商店街「Crea Mall（日语：クレアモール）」（川越SUN ROAD商店街與川越新富町商店街的統一名稱）是關東地方頗具集客力的商店街，商店街流量為埼玉縣第一[10]。
Crea Mall（日语：クレアモール）商店
  - 丸廣百貨店川越店（日语：丸広百貨店川越店）（本店。擁有稀少的屋頂遊樂園）
  - Atre丸廣（日语：アトレマルヒロ）
  - 川越modi（日语：モディ）（丸井系列）
  - 伊藤洋華堂川越店
  - PePe（日语：ペペ (商業施設)）（西武（日语：西武グループ）系列）西武本川越站車站大樓
  - 川越mine（日语：東武ストア）（東武系列）
  - 川越LUMINE（JR東日本系列）川越站車站大樓
  - EQUIA（エキア）川越（東武鐵道系列）川越站車站內部商場
  - Yaoko（日语：ヤオコー）（本社）
  - Mammy Mart（日语：マミーマート）
  - 成城石井
  - Sofmap
  - 紀伊國屋書店
  - Book1st（日语：ブックファースト）
  - LIBRO（日语：リブロ）
  - Loft
  - 湯澤屋（日语：ユザワヤ）
  - 山野樂器（日语：山野楽器）
  - ZARA
  - GAP
  - 美體小舖
  - Afternoon Tea（日语：サザビーリーグ）
  - Saint Marc Cafe（日语：サンマルク）
  - 星巴克
  - TULLY'S（日语：タリーズコーヒー）
  - EXCELSIOR CAFFE（日语：エクセルシオール カフェ）
  - 無印良品
  - 三越川越

等
- 丸廣百貨店（日语：丸広百貨店）在1951年（昭和26年）開設川越本店（日语：丸広百貨店川越店）。是埼玉縣西部銷售額最高的百貨店。東京證券交易所第一部上市的連鎖超市Yaoko（日语：ヤオコー）總部位於本市。
- 地方古著屋、骨董店等專門店眾多，與首都圈其他中樞都市相比，店鋪型風俗店十分少見。埼玉縣內許多城市因路邊型商店與大型購物商場盛行導致中心商業區空洞化，但川越市區依然保持商業活力，市內七個商店街更入選中小企業廳日本「加油商店街77選（日语：がんばる商店街77選）」。
- 為埼玉縣重要的商都，除了埼玉里索那銀行等本地金融機關與三大巨型銀行，八十二銀行（日语：八十二銀行）（長野縣）、足利銀行（栃木縣）、群馬銀行與東和銀行（日语：東和銀行）（群馬縣）、青梅信用金庫（日语：青梅信用金庫）（東京都）等他縣銀行也在本市設立分行。

### 媒體
- 時事通信社川越支局
- 日刊工業新聞（日语：日刊工業新聞社）川越支局
- 朝日新聞社西埼玉支局
- 每日新聞社埼玉西支局
- 讀賣新聞東京本社川越支局
- 產業經濟新聞社（產經新聞）川越通信部
- 埼玉新聞社縣西總局
- 東京新聞（中日新聞東京本社）川越通信部
- 週刊埼玉本社
- NHK埼玉放送局埼玉西營業中心
- JCN關東（日语：JCN関東）川越支局

## 町名、大字
舊川越町、仙波村
川 越（大字）、松鄉、東明寺、小仙波、大仙波、大仙波新田、岸、新宿、郭町1～2丁目、大手町、仲町、幸町、末廣町1～3丁目、元町1～2丁目、喜多町、志 多町、宮下町1～2丁目、松江町1～2丁目、連雀町、通町、新富町1～2丁目、中原町1～2丁目、六軒町1～2丁目、三光町、田町、月吉町、三久保町、久 保町、小仙波町1～5丁目、西小仙波町1～2丁目、仙波町1～4丁目、南通町、菅原町、脇田町、富士見町、宮元町、神明町、石原町1～2丁目、岸町1～3 丁目、新宿町1～6丁目、脇田本町、旭町1～3丁目、東田町、脇田新町、廣榮町、野田町1～2丁目、上野田町、御成町、冰川町、城下町、問屋町、大塚2丁 目
大字岸在岸町3丁目南側。大字大仙波新田在新宿町6丁目南側。大字東明寺在市區東方農地內。
舊田面澤村
小室、寺井、今成1～4丁目、小谷、野田
舊芳野村
谷中、北田島、鴨田、石田本鄉、菅間、伊佐沼、鹿飼、中老袋、上老袋、芳野台1～2丁目
舊古谷村
古谷上、古谷本鄉、小中居、大中居、高島、八島、下老袋、東本宿
舊山田村
山田、寺山、福田、府川、石田、上寺山
舊南古谷村
南田島、久下戶、並木、今泉、牛子、古市場、木野目、澀井、萱沼、並木新町、並木西町、泉町、藤木町
舊高階村
砂新田、砂、扇河岸、上新河岸、下新河岸、寺尾、藤間、稻荷町、熊野町、清水町、諏訪町、藤原町、砂新田1〜6丁目
舊福原村
今福、中福、砂久保、上松原、下松原、下赤坂、中福東、武藏野（むさし野）、南大塚5～6丁目、武藏野南（むさし野南）
舊大東村
豐田本、豐田新田、大塚新田、南大塚、池邊、山城、大袋、大袋新田、藤倉、增形、青柳、南台1～3丁目、壽町1～2丁目、四都野台、日東町、豐田町1～3丁目、南大塚1～4丁目、大塚新町、樫野台（かし野台）1～2丁目、大塚1丁目
大字青柳在大字南大塚內兩處。
舊霞關村
安比奈新田、的場、笠幡、的場1～2丁目、川鶴1～3丁目、川鶴三芳野（かわつる三芳野）、霞關北1～6丁目、的場新町、的場北1～2丁目、霞關東1～5丁目、伊勢原町1～5丁目、霞野（かすみ野）1～3丁目
舊名細村
鯨井、上戶、小堤、下小坂、平塚、平塚新田、吉田、天沼新田、下廣谷、鯨井新田、榮、竹野、富士見、上戶新町、吉田新町1～3丁目、廣谷新町
大字榮與大字富士見在大字竹野的工廠內。

## 地域

### 教育

#### 小學校
公立

| - 川越市立新宿小學校 - 川越市立泉小學校 - 川越市立今成小學校 - 川越市立牛子小學校 - 川越市立上戶小學校 - 川越市立大塚小學校 - 川越市立霞關北小學校 - 川越市立霞關小學校 - 川越市立霞關西小學校 - 川越市立霞關東小學校 - 川越市立霞關南小學校 - 川越市立川越小學校 - 川越市立川越第一小学校 - 川越市立川越西小學校 - 川越市立仙波小學校 - 川越市立高階北小學校 - 川越市立高階小學校 | - 川越市立高階西小學校 - 川越市立高階南小學校 - 川越市立大東西小學校 - 川越市立大東東小學校 - 川越市立中央小學校 - 川越市立月越小學校 - 川越市立寺尾小學校 - 川越市立名細小學校 - 川越市立廣谷小學校 - 川越市立福原小學校 - 川越市立古谷小學校 - 川越市立南古谷小學校 - 川越市立武藏野小學校 - 川越市立山田小學校 - 川越市立芳野小學校 |

私立
- 星野學園小學校

#### 中學校
公立

| - 川越市立霞關中學校 - 川越市立霞關西中學校 - 川越市立霞關東中學校 - 川越市立川越第一中學校 - 川越市立川越西中學校 - 川越市立鯨井中學校 - 川越市立城南中學校 - 川越市立砂中學校 - 川越市立高階中學校 - 川越市立高階西中學校 - 川越市立大東中學校 - 川越市立大東西中學校 | - 川越市立寺尾中學校 - 川越市立名細中學校 - 川越市立野田中學校 - 川越市立初雁中學校 - 川越市立東中學校 - 川越市立福原中學校 - 川越市立富士見中學校 - 川越市立南古谷中學校 - 川越市立山田中學校 - 川越市立芳野中學校 |

私立
- 秀明中學校
- 城西川越中學校
- 星野學園中學校
- 城北埼玉中學校

#### 高等學校
川越市立
- 川越市立川越高等學校

埼玉縣立
- 埼玉縣立川越高等學校
- 埼玉縣立川越女子高等學校
- 埼玉縣立川越工業高等學校
- 埼玉縣立川越總合高等學校
- 埼玉縣立川越南高等學校
- 埼玉縣立川越西高等學校
- 埼玉縣立川越初雁高等學校

私立
- 星野高等學校
- 山村學園高等學校
- 東邦音樂大學附屬東邦第二高等學校
- 城西大學附屬川越高等學校
- 秀明高等學校
- 城北埼玉高等學校
- 川越東高等學校
- 霞關高等學校

#### 特別支援學校
- 川越市立特別支援學校（日语：川越市立特別支援学校）
- 埼玉縣立川越特別支援學校（日语：埼玉県立川越特別支援学校）
- 埼玉縣立特別支援學校塙保己一學園（日语：埼玉県立特別支援学校塙保己一学園）

#### 大學
- 東洋大學川越校區（日语：東洋大学川越キャンパス）
- 東京國際大學
- 東邦音樂大學（日语：東邦音楽大学）川越校區
- 尚美學園大學（日语：尚美学園大学）川越校區
- 埼玉醫科大學川越校區
- 日本基督教會神學校（日语：日本キリスト教会神学校）

埼玉縣西部各大學組成彩之國大學聯盟實施學分轉換制度和公開講座。
本市設有獎學金「育英資金」，但該獎學金有歸還義務。另外，「川越市交通遺兒講學金」是以中小學生為對象的給付型獎學金。

### 學校教育以外的設施

#### 職業能力開發校
- 埼玉縣立川越高等技術專門校（日语：埼玉県立川越高等技術専門校）

#### 圖書館
- 川越市立圖書館（日语：川越市立図書館）
  - 中央圖書館
  - 西圖書館
  - 高階圖書館
  - 川越站東口圖書館
  - 霞關北配本所
  - 高階南配本所
  - 霞關南分室

以下市民透過自治體相互利用協定也可利用本市圖書館。
- 富士見野市
- 狹山市
- 埼玉市
- 彩虹協議會組成自治體（坂戶市、鶴島市、日高市、比企郡川島町、入間郡毛呂山町、入間郡越生町）
彩虹協議會構自治體居民僅可出借書籍。
- 也可利用東京國際大學圖書館，但使用資格有所限制。

#### 博物館、美術館

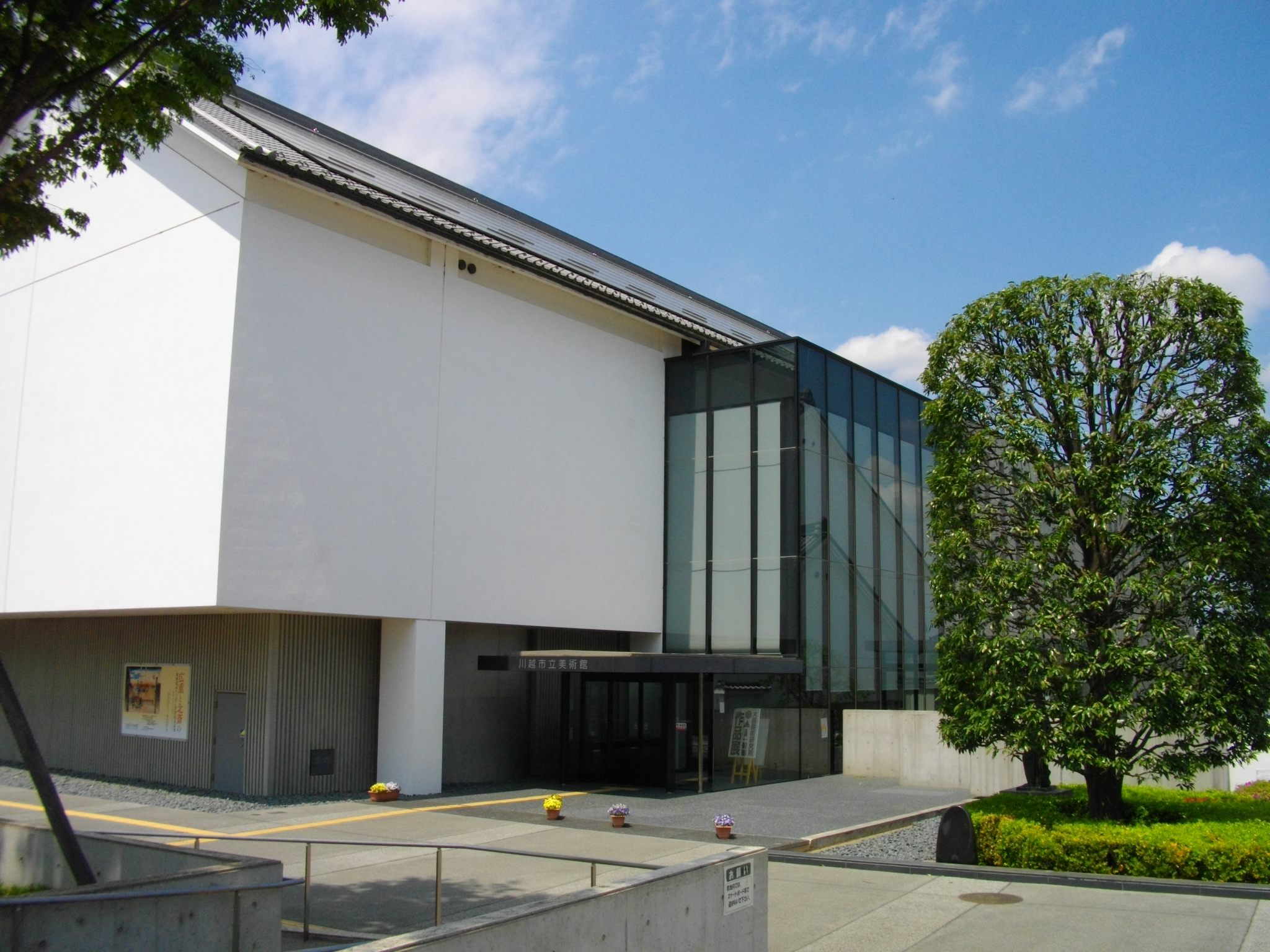
川越市立美術館

- 川越市立博物館（日语：川越市立博物館）
展示本市自古以來的歷史、文化、民俗、產業，重現川越城與城下町、新河岸川船運、江戶時代職人技術與明治藏造街貌。
- 川越市立美術館
展示川越本地畫家的作品。
- Yaoko川越美術館
Yaoko（日语：ヤオコー）創業120周年所設立的美術館，收藏以現代寫實主義畫家三栖右嗣（日语：三栖右嗣）等的作品。附設商店與咖啡廳。建築設計者為伊東豐雄。
- 川越市產業觀光館（小江戶藏里）
位於越後杜氏（日语：越後杜氏）於1875年（明治8年）創業的酒窖「鏡山酒造」舊址。展示特產品並附設咖啡廳、餐廳、畫廊等。
- 川越市藏造資料館（日语：川越市蔵造り資料館）
- 川越祭會館（日语：川越まつり会館）

#### 公民館
市內有17處公民館與一處分館、一處分室。為民眾的自治會集會場所。
- 單獨館、附設館
  - 川越市中央公民館
  - 川越市南公民館
  - 川越市北公民館
  - 川越市芳野公民館－芳野出張所附設
  - 川越市古谷公民館－古谷出張所附設
  - 川越市南古谷公民館－南古谷出張所附設
  - 川越市高階公民館－高階市民中心附設
  - 川越市高階南公民館
  - 川越市福原公民館－福原出張所、福原社區中心附設
  - 川越市大東公民館－大東出張所附設
  - 川越市大東南公民館
  - 川越市山田公民館－山田出張所附設
  - 川越市名細公民館－名細市民中心附設
  - 川越市霞關公民館－霞關出張所附設
  - 川越市霞關北公民館
  - 川越市伊勢原公民館－霞關北小學校、西圖書館附設
  - 川越市川鶴公民館－川鶴連絡所附設
- 分館、分室
  - 川越市清爽（さわやか）活動館
  - 川越市中央公民館分室

#### 公共福祉設施
市內有市民會館一座、文化會館兩座、運動公園、武道館、葬祭場各一處。設施由財團法人川越市設施管理公社營運維護。
- 川越市市民會館、川越市市民會館山吹（やまぶき）會館
- 川越南文化會館（JOYFUL）
- 川越西文化會館（MELT）
- 川越運動公園
  - 總合體育館
  - 陸上競技場
  - 網球場
- 川越武道館
- 川越福祉中心
- 川越市民聖苑安詳之里（川越市民聖苑やすらぎのさと）
- 川越市北部地域接觸中心（川越市山田）
- 川越市東部地域接觸中心（川越市並木，川越稅務署旁）

### 郵政
主要郵局
- 川越郵便局 - 附設郵貯銀行川越店
- 川越西郵便局 - 附設簡保生命川越支店

## 娛樂休閒

### 電影院
- 川越斯卡拉劇院（日语：川越スカラ座）
埼玉縣最古老的電影院。曾一度關閉，後在非營利法人PLAYGROUND協助下再開。
- UNITED CINEMAS UNICUS南古谷（日语：ユナイテッド・シネマ）
位於UNICUS南古谷（日语：ウニクス南古谷）。

### 高爾夫球場
- 霞關鄉村俱樂部
1929年（昭和4年）啟用的埼玉縣第一座高爾夫球場，是日本最古老的高爾夫球場之一，也是首座擁有36洞的球場。除了是1957年（昭和32年）高爾夫世界杯比賽場地，也將成為2020年東京奧運的高爾夫球會場[11]。

### 其他
- 川越水上公園（日语：川越水上公園）
- 伊佐沼公園
- 川越滑板中心（日语：川越スケートセンター）

## 交通
自古以來便是入間地區的交通要衝，擁有發達的放射狀交通網。市內環狀道路整備與主要道路拓寬是本市今後的主要課題。此外，鐵路各站附近設有市營腳踏車停車場，鼓勵民眾進行自行車與公共交通機關的停車換乘。

### 鐵路
東武鐵道
- 東上本線：鶴島站 - 霞關站 - 川越市站 - 川越站 - 新河岸站

東日本旅客鐵道
- 川越線：笠幡站 - 的場站 - 西川越站 - 川越站 - 南古谷站

西武鐵道
- 新宿線：本川越站 - 南大塚站

另外，西武新宿線列車的暱稱也以川越市命名。（特急「小江戶」號、快速急行「川越」號）

### 巴士
- 路線巴士

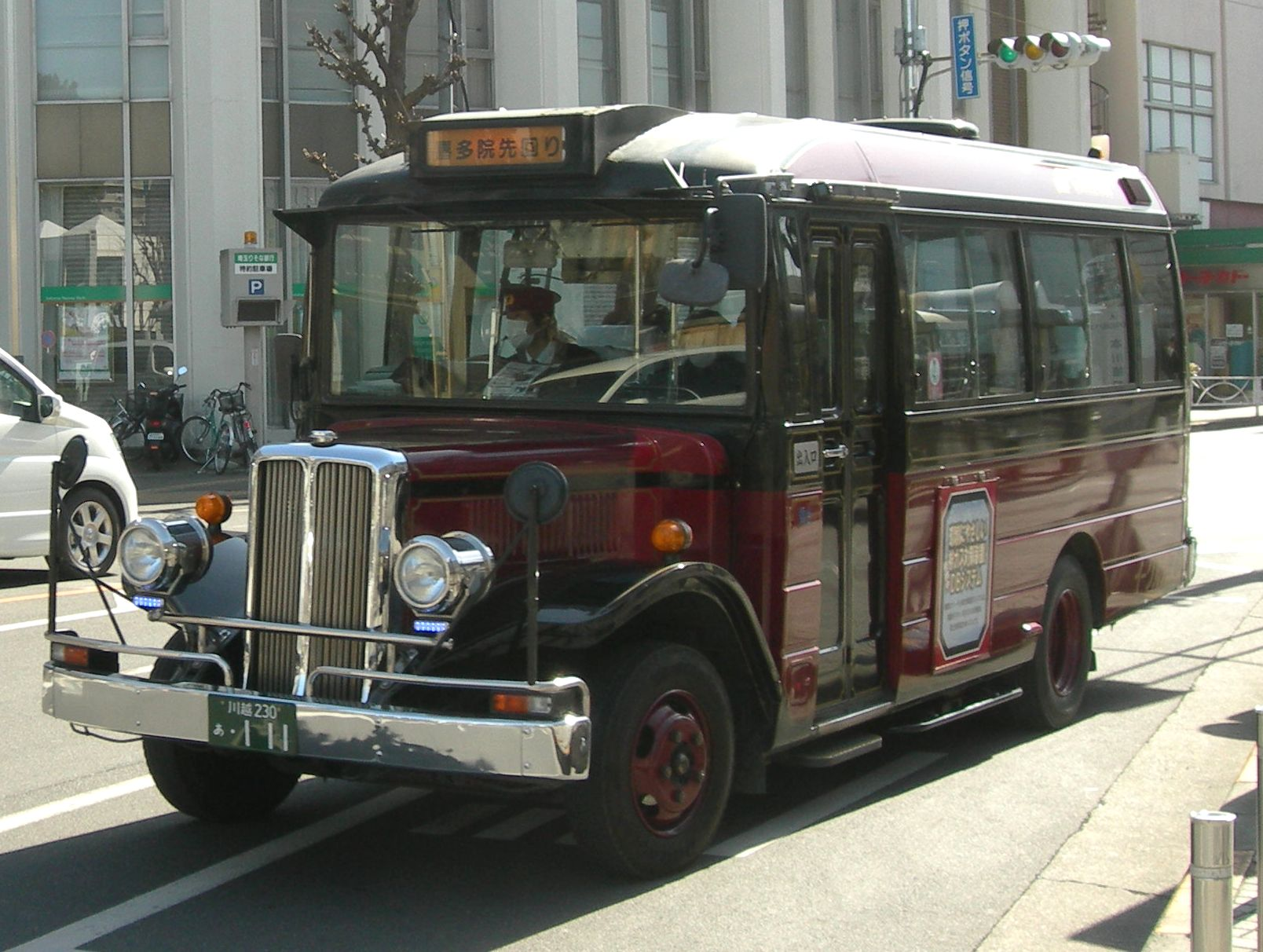
小江戶巡迴巴士

  - 川越市社區巴士「川越穿梭巴士（日语：川越シャトル）」（委託東武巴士西川越營業事務所（日语：東武バスウエスト川越営業事務所）、西武巴士川越營業所（日语：西武バス川越営業所）營運）
  - 飛鷹巴士（日语：イーグルバス）
  - 東武巴士西
  - 西武巴士
- 市內觀光巴士
  - 飛鷹巴士：小江戶巡迴巴士（巡迴市內景點的復古牛頭巴士。車內有英文和中文廣播。可用1日周遊券）。
  - 東武巴士西：小江戶景點周遊巴士（1日無限搭乘巴士）。
- 高速巴士
  - 川越觀光自動車（日语：川越観光自動車）、東武巴士西、千葉交通（日语：千葉交通）：川越站西口 - 成田機場
  - 飛鷹巴士、西武巴士、東京空港交通：本川越站 - 川越站西口 - 羽田機場
  - 東武巴士西、東京灣城市交通（日语：東京ベイシティ交通）：本川越站 - 川越站西口 - 東京迪士尼海洋 - 東京迪士尼樂園
  - 東武巴士西、東京灣城市交通：本川越站 - 川越站西口 - 浦安 - 新浦安
  - 近鐵巴士（日语：近鉄バス）：川越站西口 - 京都站前 - 大阪站前（Wing Liner（ウィングライナー））
  - 日本中央巴士（日语：日本中央バス）：川越站西口 - 富山站前 - 金澤站前 - 兼六坂
  - 富士急山梨巴士（日语：富士急山梨バス）、西武巴士：川越站西口 - 富士急高原樂園 - 河口湖站 - 富士山站
  - 山梨交通（日语：山梨交通）：川越站西口 - 川越的場巴士站（日语：川越的場バスストップ）（川越的場BS） - 勝沼 - 一宮（日语：一宮町 (山梨県)） - 石和（日语：石和町） - 甲府站（日语：甲府駅バスターミナル） - 龍王站
  - 關越交通（日语：関越交通）：川越的場BS - 沼田 - 尾瀨戶倉 - 大清水（尾瀨號）
  - 西武巴士、越後交通：川越的場BS - 湯澤 - 長岡北（日语：長岡北バスストップ） - 三條燕 - 新潟站前 - 萬代城市巴士中心（日语：万代シテイバスセンター）（新潟線）
  - 西武巴士、頸城自動車（日语：頸城自動車）、越後交通：川越的場BS - 柏崎站前 - 頸城（日语：頸城バスストップ） - 高田站前 - 直江津（伊藤洋華堂前）（上越線）
  - 西武巴士、富山地鐵：川越的場BS - 黑部 - 富山站前（富山線）
  - 西武巴士、加越能巴士：川越的場BS - 礪波站南 - 高岡站前 - 冰見（冰見線）
  - 西武巴士、北陸鐵道、JR巴士關東、西日本JR巴士：川越的場BS - 金澤站（金澤線）
  - 西武巴士、長電巴士（日语：長電バス）：川越的場BS - 屋代（日语：屋代バスストップ） - 長野站前 - 權堂 - 柳原（長野線）
  - 西武巴士、千曲巴士（日语：千曲バス）：川越的場BS - 輕井澤王子大飯店（日语：軽井沢プリンスホテル） - 輕井澤站前 - 中輕井澤站 - 御代田站前 - 小諸站前（輕井澤線）
  - 西武巴士、千曲巴士：川越的場BS - 佐久平站前 - 中込站前 - 臼田站（佐久線）
  - 西武巴士、千曲巴士：川越的場BS - 富岡 - 下仁田 - 松井田 - 佐久 - 小諸高原（日语：小諸高原バスストップ） - 上田站前 - 上田營業所（上田線）
  - 日本中央巴士：川越的場BS - 藤岡（日语：道の駅ふじおか） - 高崎站東口 - 前橋站南口 - 前橋巴士總站（前橋線）
- 深夜急行巴士
  - 東武巴士西：池袋站西口 - 志木站南口 - 川越站東口 - 本川越站 - 神明町車庫（午夜箭川越號（ミッドナイトアロー川越号））
  - 東武巴士西：川越站東口 - 本川越站 - 坂戶站北口 - 東松山站 - 森林公園站南口（午夜箭東松山、森林公園號（ミッドナイトアロー東松山・森林公園号））

### 計程車
- 練馬計程車川越營業所
- 朝日自動車（日语：朝日自動車）川越營業所
- 埼玉第一交通（日语：第一交通産業）川越營業所
- 西武HIRE（日语：西武ハイヤー）川越營業所
- 川越乘用自動車
- 三共交通
- 初雁交通
- 富士見HIRE
- 東上HIRE

計程車營業區域與所澤市、東松山市、飯能市、和光市等同屬埼玉縣西南部交通圏。

### 道路
- 高速道路
  - 關越自動車道：川越交流道、川越的場巴士站（日语：川越的場バスストップ）
  - 首都圈中央連絡自動車道：通過市北界。鶴島市的圈央鶴島交流道接本市市界。
- 一般國道
  - 國道16號（舊道、川越繞道 (國道16號)（日语：川越バイパス (国道16号)））
  - 國道254號（川越街道） - 富士見川越繞道（日语：富士見川越バイパス）、川越繞道 (國道254號)（日语：川越バイパス (国道254号)））
  - 國道407號（日语：国道407号）（掠過笠幡地區）
- 主要地方道
  - 埼玉縣道6號川越所澤線（日语：埼玉県道6号川越所沢線）（川床線）
  - 埼玉縣道8號川越入間線（日语：埼玉県道8号川越入間線）（採茶通）
  - 埼玉縣道12號川越栗橋線（日语：埼玉県道12号川越栗橋線）（川栗線）
  - 埼玉縣道15號川越日高線（日语：埼玉県道15号川越日高線）
  - 埼玉縣道39號川越坂戶毛呂山線（日语：埼玉県道39号川越坂戸毛呂山線）
  - 埼玉縣道51號川越上尾線（日语：埼玉県道51号川越上尾線）
- 一般縣道
  - 埼玉縣道113號川越新座線（日语：埼玉県道113号川越新座線）
  - 埼玉縣道114號川越越生線（日语：埼玉県道114号川越越生線）
  - 埼玉縣道155號埼玉武藏丘陵森林公園自行車道線（日语：埼玉県道155号さいたま武蔵丘陵森林公園自転車道線）（荒川自行車道）
  - 埼玉縣道157號川越狹山自行車道線（日语：埼玉県道157号川越狭山自転車道線）（入間川自行車道）
  - 埼玉縣道160號川越北環狀線（日语：埼玉県道160号川越北環状線）
  - 埼玉縣道180號南古谷停車場線（日语：埼玉県道180号南古谷停車場線）
  - 埼玉縣道229號本川越停車場線（日语：埼玉県道229号本川越停車場線）
  - 埼玉縣道246號川越市停車場線（日语：埼玉県道246号川越市停車場線）
  - 埼玉縣道256號片柳川越線（日语：埼玉県道256号片柳川越線）
  - 埼玉縣道260號鯨井狹山線（日语：埼玉県道260号鯨井狭山線）
  - 埼玉縣道261號笠幡狹山線（日语：埼玉県道261号笠幡狭山線）
  - 埼玉縣道335號並木川崎線（日语：埼玉県道335号並木川崎線）
  - 埼玉縣道336號今福木野目線（日语：埼玉県道336号今福木野目線）
  - 埼玉縣道339號平沼中老袋線（日语：埼玉県道339号平沼中老袋線）

## 街景保存
- 以川越一番街為中心的舊市區曾獲選好設計獎第1屆（1999年）「都市設計獎」。昭和50年代起，居民因擔憂高層公寓破壞景觀發起反對運動，後與日本建築學會、都市計劃專家、藝術家、川越青年會議所（日语：青年会議所）、川越商工會議所、市役所職員等組成「川越藏之會」。接著商店街居民組成「街景委員會」，以都市計畫師克里斯托佛·亞歷山大的「模式語言（英语：Pattern language）」理論訂定「社區總體營造規範」。「川越藏之會」在2010年（平成22年）獲「地方營造總務大臣表彰」[12]。曾參與川越藏造保存運動等多項地方再生計畫的西鄉真理子（日语：西郷真理子）[13]更成為首位獲得國際房地產投資交易會（MIPIM）「MIPIM建築評論未來項目獎」的日本人[14]。
- 行政上，制定「都市景觀條例」、實施「歷路事業」等措施維護街道景觀，是埼玉縣唯一一座屬於景觀行政團體（日语：景観行政団体）的中核市。
- 約7.8公頃的舊市區在1999年（平成11年）成為關東地方第二處國家重要傳統的建造物群保存地區。不僅曾獲國家「都市景觀大賞（日语：都市景観100選）」，並在「古都保存法」施行40周年紀念中入選「美麗日本歷史風土百選（日语：美しい日本の歴史的風土100選）」，2003年（平成15年）再獲「優秀觀光地營造賞」（總務大臣賞）。日本於2008年制定「歷史社區營造法（日语：歴史まちづくり法）」，本市與長野縣松本市等共同在2011年獲本法認定[15]。
- 民間方面，本市入選讀賣新聞的日本「平成百景（日语：平成百景）」與「遊步百選（日语：遊歩百選）」、每日新聞的「Heritaging百選（日语：ヘリテージング100選）」，在朝日新聞會員網站的「最喜歡的城鎮」中次於岡山縣倉敷市與滋賀縣近江八幡市名列第三，在日本經濟新聞「想散步的歷史街景」排名中次於山口縣萩市與岐阜縣高山市位居第三。2007年（平成19年）獲得評價街景保存的「岩切章太郎賞（日语：岩切章太郎賞）」。
- 舊市區在2004年（平成16年）入選「美麗日本想漫步的街道500選（日语：美しい日本の歩きたくなるみち500選）」。但川越一番街等地因車流量大，隨著觀光客的增加，已對行人造成危險。另外，車子振動與廢氣也造成傳統建築的破壞。因此2009年（平成21年）11月7日至23日，本市進行徒步區實驗，同時開始整備市內自行車道[16]。
- 包括「大正浪漫夢通」保存活動、Crea Mall（日语：クレアモール）針對空間與建築、路樹的規範等，市容意識擴展至市內各地。本市的成功也成為日本各地飽受商場死寂化所苦的自治體典範。

## 觀光
「世上小京都不少，但小江戶只有川越一個」（世に小京都は数あれど、小江戸は川越ばかりなり），作為日本最能展現傳統街貌的城市之一，每年吸引620萬名觀光客來到川越。
2007年3月28日，明仁天皇夫婦招待瑞典國王卡爾十六世·古斯塔夫前往川越參觀。
國土交通省已指定本市為觀光文藝復興事業，致力向國外富裕階級推廣觀光事業。由於鄰近東京，交通便利，每年吸引超過四萬名外國觀光客來到此地體驗江戶風情。韓國MBC知名綜藝節目「我們結婚吧」也曾來此取景。
2008年2月起，川越商工會議所提供小江戶川越檢定。由於此地是絹（川越絹平）與唐棧（川唐）一大產地，每月18日舉行「川越和服日」，穿著和服可獲得博物館與舊市區指定商店的購物優惠。
- 觀光諮詢處
川越市觀光諮詢處是埼玉縣第一處Visit Japan諮詢處（日语：ビジット・ジャパン・キャンペーン），位在川越站川越一番街（日语：川越一番街）。
- 公共自行車
實施與法國巴黎Velib'相同的腳踏車租借系統「川越市自行車共享」（川越市自転車シェアリング）。市役所、川越站、市內各觀光景點設有租賃站點，提供24小時租借返還服務。

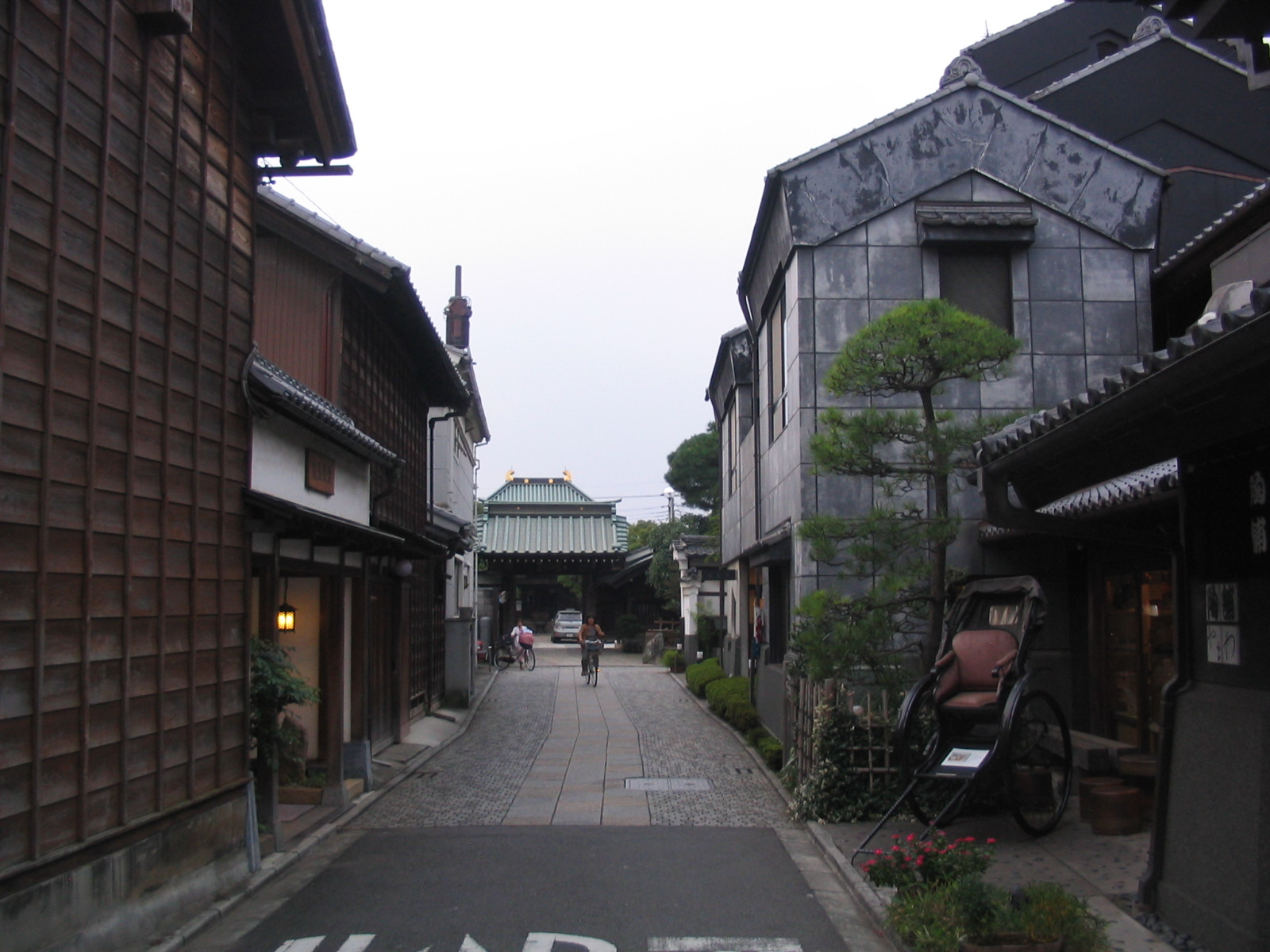
巷道景色

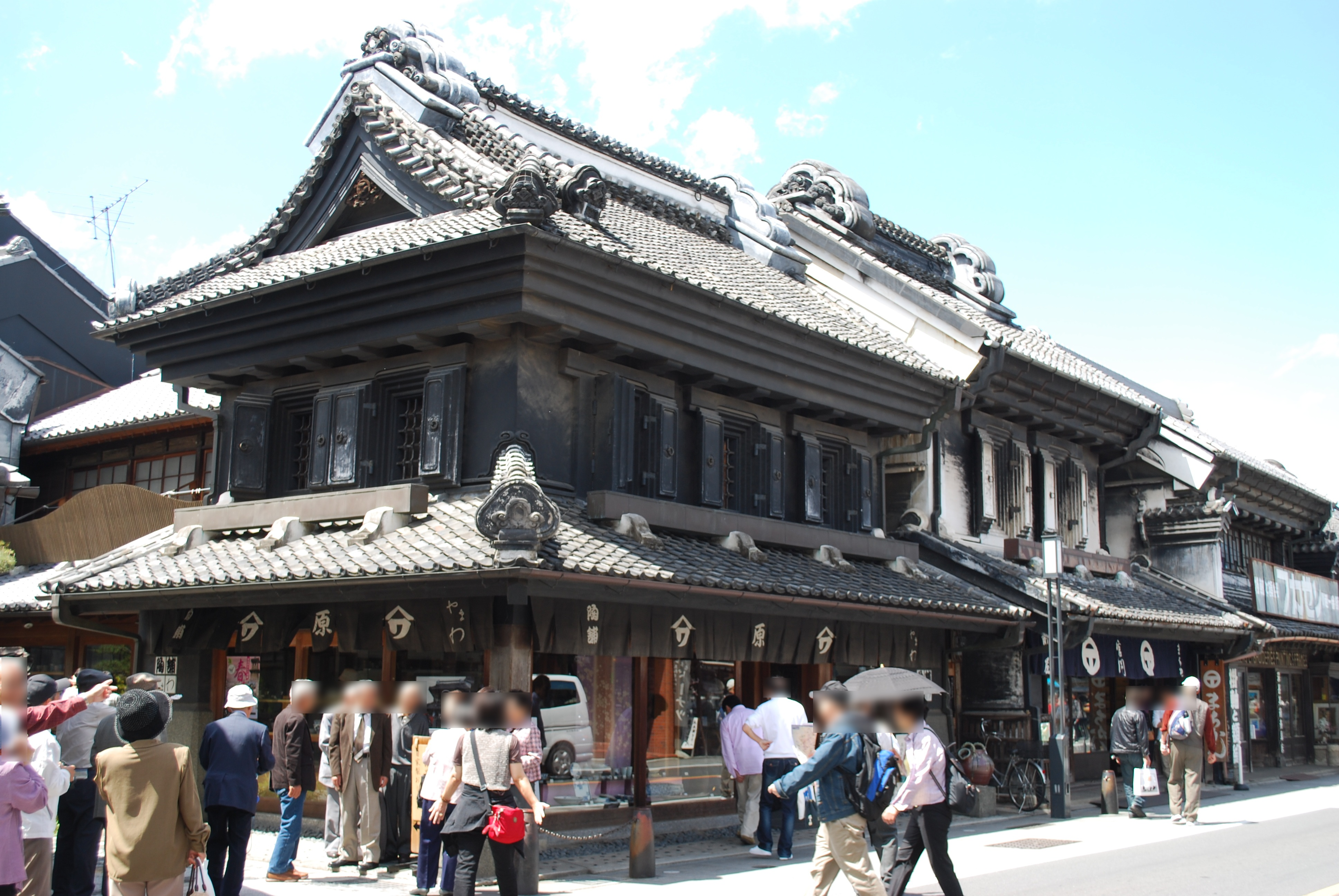
藏造街景

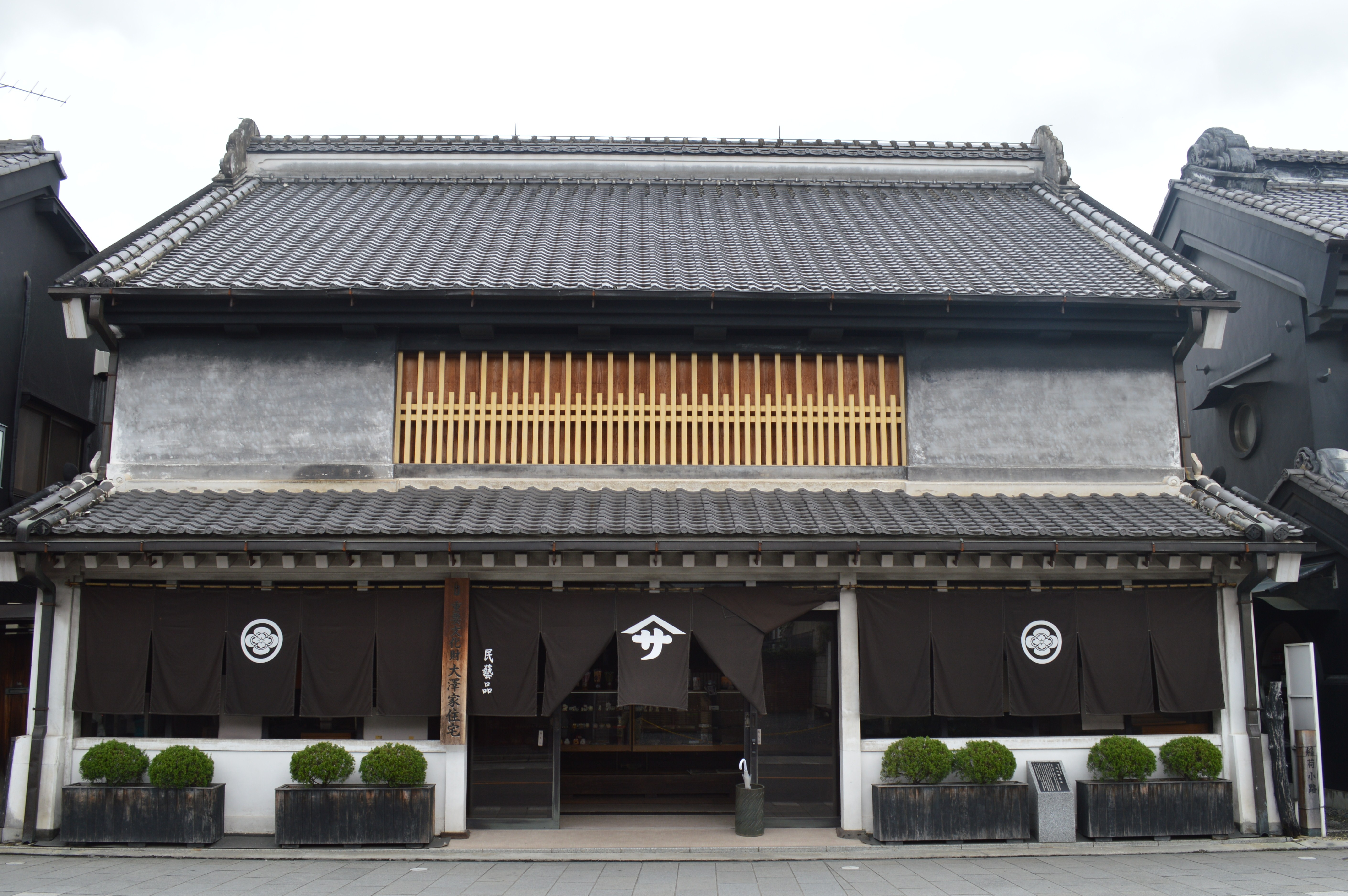
大澤家住宅

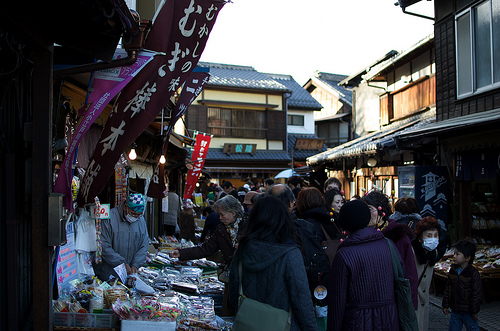
菓子屋橫丁

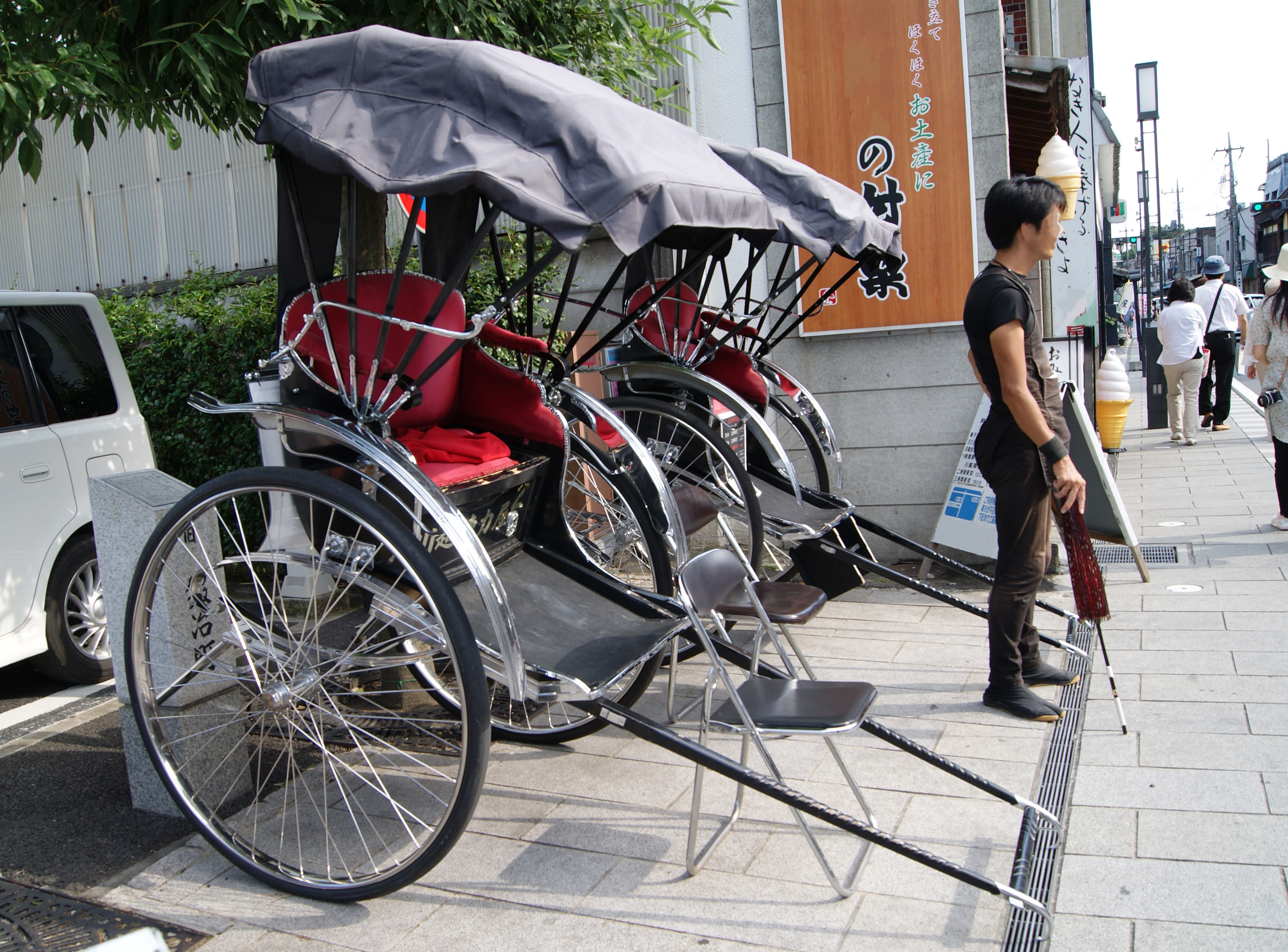
人力車

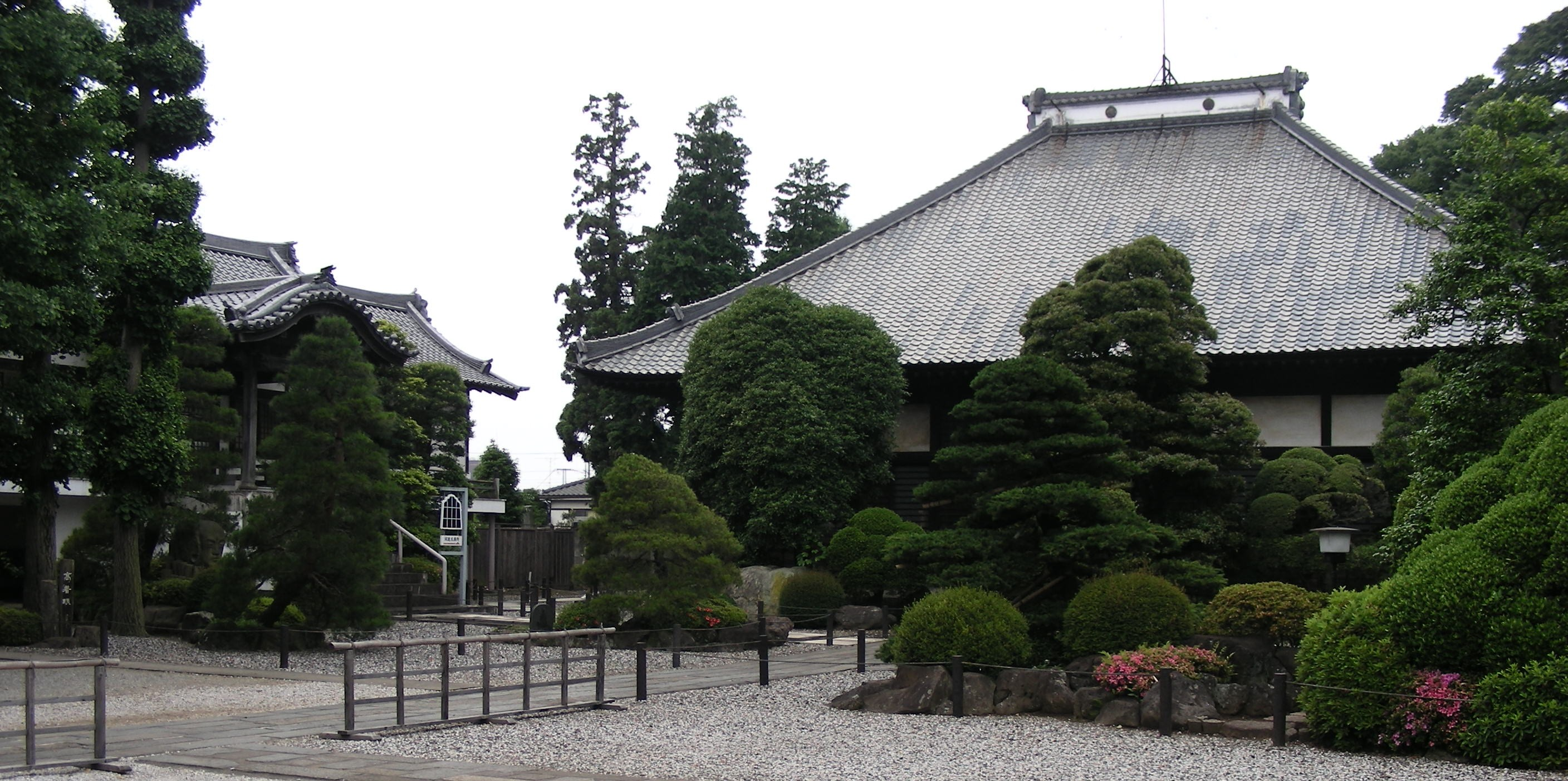
養壽院

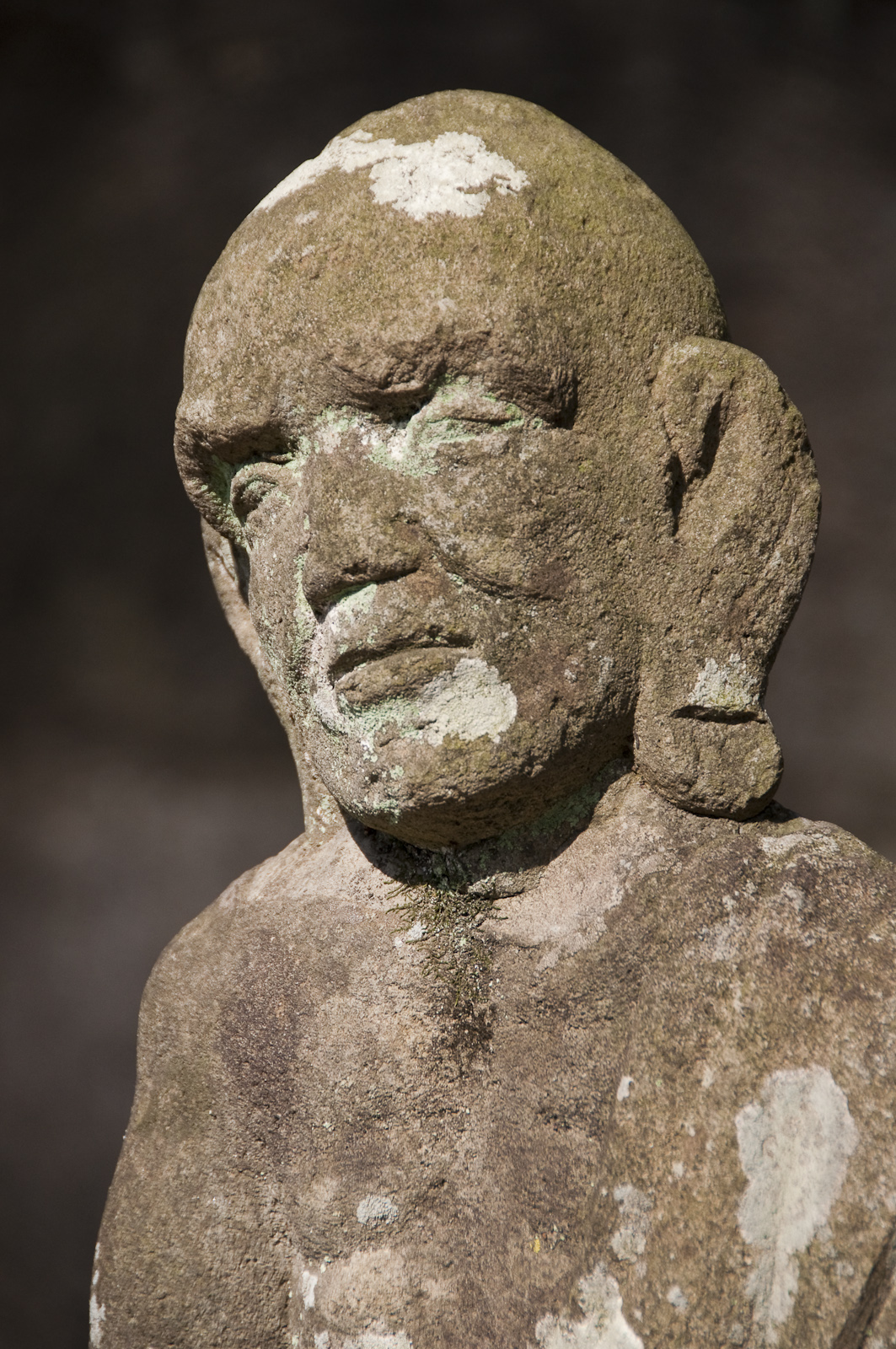
喜多院「五百羅漢」

### 特產
- 番薯
江戶時代以來的名產。由於川越芋（日语：川越芋）產量正逐漸減少，此地已轉型為番薯的加工基地。川越「芋菓子」與草加煎餅、五家寶（日语：五家宝）並列為「埼玉三大銘菓」[18]。天保年間流傳「要吃番薯就到川越」（サツマイモを食すなら川越で），構築起豐富的番薯甜點與料理。
- 和菓子
川越名菓「龜之最中」的「龜屋（日语：亀屋）」是1783年（天明三年）創業的舊川越藩御用商。「龜屋榮泉」、「藏造本舖（日语：くらづくり本舗）」、「芋十」、「東洋堂」、「道灌」、「紋藏庵」、「稻葉屋本舗」等皆是超越一世紀的老店。龜屋榮泉還設有「芋菓子歷史館」。
- 川越糰子
川越糰子是淋上不甜膩的醬油所烤出來的糰子。知名老店有安政年間創業的「成田山糰子」與1861年（文久元年）創業的「田中屋」等。
- 煎餅
川越煎餅是傳統醬油鹹仙貝。手作烤仙貝名店有「鹽野」、「大玉屋」等。
- 漬物、豆腐、蒟蒻等皆是流傳自江戶時代的名產。
- 川越茶
圓仁（慈覺大師）在川越栽種的茶是狹山茶（日语：狭山茶）的起源。過去又稱河越茶，名列群書類從（日语：群書類従）收錄的南北朝時代異制庭訓往來中的「日本5大銘茶」之一。
- 素麵
川越在江戶時代是小麥的一大產地，川越素麺是藉由新河岸川船運上獻將軍家的名產。「川越舟運亭」為素麵名店。
- 蒲燒鰻
捕撈入間川（日语：入間川 (埼玉県)）等市內河川優質鰻魚所製作的鰻魚料理。「小川菊」創立於1809年（文化六年）。「いちのや」創業於1832年（天保三年）。「東屋」、「小川藤」等則是明治初期的老店。
- 懷石、會席料理
川越也有「料亭之町」之稱。知名店家有位在關東知名富商橫田五郎兵衛（日语：横田五郎兵衛）1000坪別墅的料亭「山屋」、1868年（明治元年）創業的「初音屋」等。
- 洋食
「吉寅」是1877年（明治10年）創業的壽喜燒老店。列為國家登錄有形文化財的洋館「太陽軒」是大正時期創立的洋食館。
- 蕎麥
自古適合種植蕎麥，喜多院參道等地蕎麥屋林立。店鋪「百丈」被列為國家登錄有形文化財。
- 醬油、酒
天保年間創業的「松本醬油」、1789年（寛政元年）創業的「笛木醬油」等仍在製作天然釀造醬油。「小江戶鏡山酒造」以地酒「鏡山」聞名。川越芋燒酎「富之紅赤」則是以川越芋作為原料。
- 地方啤酒（小江戶（COEDO）啤酒（日语：コエドブルワリー））
COEDO啤酒以川越名產番薯為原料，曾獲選Monde Selection特別金獎、iTQi （页面存档备份，存于）水晶美味獎章、2010年歐洲啤酒之星金獎。
- 武藏野烏龍麵（日语：武蔵野うどん）
武藏野台地自江戶時代就是「手打烏龍麵」（武藏野烏龍麵）重鎮，市區周邊可見許多「冷烏龍麵」（ざるうどん）店，也有入間地方盛行的「艾草烏龍麵」（よもぎうどん）。
- 拉麵
拉麵激戰區。「頑者」的沾麵曾多次獲電視雜誌報導。
- B級美食
川越太麵炒麵（日语：川越太麺焼きそば）、文字燒等。
- 桐製櫥櫃
寛永年間藩主松平信綱推廣的川越地方產業。桐製櫥櫃發源地。天保年間創業的「桔梗屋」曾在皇后美智子成婚時獻納桐製櫥櫃。
- 唐棧織（日语：唐桟）
身為川越絹等產地的川越，在江戶時代利用國外進口縞木綿製作的高價唐棧（とうざん）風靡一時，稱川越唐棧（川唐）。

### 名勝景點
- 鐘樓
川越地標，3層構造，高16公尺。寛永年間由藩主酒井忠勝（日语：酒井忠勝 (若狭国小浜藩主)）建立。現存的鐘樓是1893年（明治26年）川越大火後所重建。環境省選定「日本音風景百選」。
- 川越一番街（日语：川越一番街）
藏造街貌。與福島縣喜多方市、岡山縣倉敷市並列「日本三大藏之町」。
現在街道旁有許多資料館、畫廊、咖啡廳等，包括收藏川越藩士橋本雅邦作品的「山崎美術館」、「服部民俗資料館」、川越藩御用繪師船津蘭山的「蘭山紀念美術館」、「松下紀久雄武藏野繪美術館」等。1792年（寛政4年）富商西村半右衛門建造的「大澤家住宅（日语：大沢家住宅）」是關東地方現存最古老的藏造建築，為國家重要文化財。夜晚有燈光點亮整條川越一番街。
- 大正浪漫夢通（日语：大正浪漫夢通り）
大正時代建築與鋪石街道為其特色，過去稱為「銀座商店街」。
- 菓子屋橫丁（日语：菓子屋横丁）
起於1796年（寛政8年），江戶時代稱「飴（あめ）屋橫丁」。關東大地震後代替受害嚴重的東京製作、供給糖果，昭和初期聚集了大約70家業者。現在雖減少至20家左右，但仍保留昭和時代的氛圍。入選環境省「味道風景百選（日语：かおり風景100選）」。
- 立門前通
作為蓮馨寺門前町，是戰前川越最熱鬧的道路。1899年（明治32年）完成的舊「鶴川座」是首都圈唯一的木造芝居小屋。「川越織物市場」是日本唯一木造織物市場建築[19]。
- 喜多院
- ：川越大師。天台宗關東總本山。淳和天皇命慈覺大師圓仁於830年（天長7年）所創建。德川家康謀臣天海（慈眼大師）擔任住持時達到鼎盛。寺內有多項國家重要文化財。寺院在1638年（寛永15年）的川越大火中燒毀，後德川家光將江戶城紅葉山（日语：紅葉山 (東京都)）「德川家光誕生之間」、「春日局化妝之間」等建物搬至此地。五百羅漢是1782年（天明2年）起歷經半世紀所完成的羅漢像，是日本三大羅漢之一。本寺是松平大和守家（日语：越前松平家）5名藩主的廟所。每年1月3日是不倒翁市，單日可吸引超過30萬人前往。
- 中院（日语：中院）
天台宗別格本山。傳聞與喜多院一樣是由圓仁於830年所創建。作為關東天台教學的中心，收藏許多古文書。院內有島崎藤村喜愛的茶室「不染亭」與「狹山茶發源地碑」。本地也以枝垂櫻聞名。
- 仙波東照宮（日语：仙波東照宮）
日本三大東照宮之一。本殿、拜殿、石鳥居、隨身門、唐門等皆屬國家重要文化財。德川家康遺體從久能山移往日光時，天海選在此地舉行四日的法會。寺內除了國家重要文化財三十六歌仙額，還有刻有歷代藩主功績的石燈籠。
- 川越城（初雁城）
太田道真、道灌父子於1457年（長祿元年）所築，為關東七名城、日本100名城之一。本丸御殿是江戶時代後期藩主松平齊典（日语：松平斉典）所建。目前仍保留本丸御殿大廣間與富士見櫓等遺跡。川越市役所前（川越城西大手門跡）有太田道灌立像。
- 三芳野神社（日语：三芳野神社）
初雁天神。童謠「Tōryanse」由來。傳聞是807年（大同2年）由平城天皇所創建。過去與喜多院、仙波東照宮同為江戶幕府直營社。三芳野神社的「初雁杉」是初雁城（川越城別名）的由來。
- 浮島神社
浮島稻荷神社。祭祀安產之神「浮島大人」（うきしま様）。
- 日枝神社（日语：日枝神社 (川越市)）
圓仁（慈覺大師）勸請日吉大社作為喜多院鎮守的寺院。本殿為國家重要文化財。
- 成田山川越別院本行院
川越不動。成田山新勝寺全國第一座別院。每月28日舉行骨董市，也是非營利法人「川越和服散步」每月的活動集會點。
川越歷史博物館（日语：川越歴史博物館）位於此院院正面。館內收藏河越太郎重賴（日语：河越重頼）長覆輪太刀等貴重品。
- 東明寺（日语：東明寺 (川越市)）
一遍上人建立的時宗（日语：時宗）寺院。是河越夜戰激戰地，因此河越夜戰也稱「東明寺口合戰」，寺內有河越夜戰紀念碑。
- 冰川神社
欽明天皇就位2年（541年）勸請冰川神所建立的神社。為川越總鎮守。關東三大祭之一的川越祭（日语：川越祭り）就是源自於冰川神社的祭禮。紅色木造大鳥居上，有勝海舟題字的匾額。寺內有伺奉柿本人麻呂的人麻呂神社與重建江戶城二之丸東照宮本殿的八坂神社（日语：八坂神社 (川越市)）。由於以求緣份聞名，近年有許多外國人來此參拜。
- 養壽院（日语：養寿院）
曹洞宗古刹，河越經重（日语：河越経重）開基。院內有河越太郎重賴（日语：河越重頼）之墓。1260年（文應元年）造的銅鐘為國家重要文化財。
- 蓮馨寺
1549年（天文18年）由河越城主大道寺政繁之母蓮馨開基。感譽存貞（日语：感誉存貞）上人開山。代代由高僧擔任住持，包括源譽存應上人在內有多名蓮馨寺住持曾任德川家菩提寺增上寺法主。江戶時代作為淨土宗關東十八檀林之一，是幕府的僧侶培養機構。
- 川越八幡宮（日语：川越八幡宮）
川越一宮。1030年（長元3年）源賴信在平忠常之亂（日语：平忠常の乱）勝利後所創。宮內內的民部稻荷神社以祈求足腰強健聞名，有許多箱根驛傳參賽選手來此參拜。
- 熊野神社
1590年（天正18年）由然譽文應僧正勸請自紀州熊野。與鎌倉宇賀福神社一樣又名“錢洗辯天”。
- 河越館（日语：河越館）跡
平安時代末期至室町時代的武藏國豪族、御家人河越氏（日语：河越氏）館跡，為國家史跡。現有河越館跡史跡公園。
- 永島家住宅
川越城南大手門跡附近的武家屋敷（日语：武家屋敷），是埼玉縣內唯一的武家屋敷。
- 舊戶田家住宅
江戶時代福原地區的民家，現已搬遷至伊佐沼公園，是了解江戶時代武藏野農家生活的重要資料來源。
- 新河岸川河岸場跡
船運碼頭仙波河岸（日语：仙波河岸）是江戶時代川越五河岸（日语：川越五河岸）之一，現為史跡公園。。
目前以濯紫公園（たくしこうえん）為基點實施約2公里的觀光船運観光舟運試航。濯紫公園是建於藩主柳澤吉保家老山東小市郎別墅「濯紫園」的親水公園。但觀光船運區段與江戶時代新河岸川船運路段不同。
- 日本聖公會川越基督教會
1889年（明治22年）建立，是埼玉縣最早的基督教會，也是日本聖公會在北關東教區的第一座教會。現在的建築物是川越大火後的1921年（大正10年）所重建，為國家登錄有形文化財。
- 天主教川越教會
1912年（大正元年）成立的天主教會，是埼玉縣第一個天主教小教區。
- 舊八十五銀行（日语：第八十五国立銀行）本店（現埼玉里索那銀行川越支店）
川越的象徵之一。1918年（大正7年）所建，是埼玉縣內第一個列入國家登錄有形文化財的建築。
- 舊武州銀行（日语：武州銀行）川越支店（現川越商工會議所）
國家登錄有形文化財。
- 舊山吉百貨
山吉百貨於1923年（大正12年）開幕，是埼玉縣內第一間百貨店。
- 舊山崎氏別邸庭園
融合花窗玻璃洋館與數寄屋造和室的主屋。枯山水與茶庭組成的庭園是埼玉縣內第一個國家登錄紀念物（日语：登録記念物）[20]。1926年（大正15年）完成以來便是皇族來訪川越的住宿處，李氏朝鮮最後一位皇太子李垠也曾在此居住。
- 藤間流發源地碑
日本舞五大流派之一的藤間流（日语：藤間流）是以入間郡藤間村（現川越市藤間）出身的初代藤間勘兵衛（日语：藤間勘兵衛）命名。
- 正岡子規句碑
1891年（明治24年），就讀於帝國大學的正岡子規來到川越旅行時詠嘆之石碑。
- 川越的「自由之鐘」
1951年（昭和26年）4月8日，在日美國童軍與川越童軍在喜多院舉行交流露營。美方贈送「自由之鐘」、川越方贈送刺繍隊旗作為紀念。「自由之鐘」上有美國童軍聯盟標誌。川越童軍是埼玉縣最悠久的童軍之一，也是縣內最早成立幼童軍的地區。
- 小江戶川越七福神（日语：小江戸川越七福神）巡遊
七福神巡遊源自江戶時代。

### 主要祭典

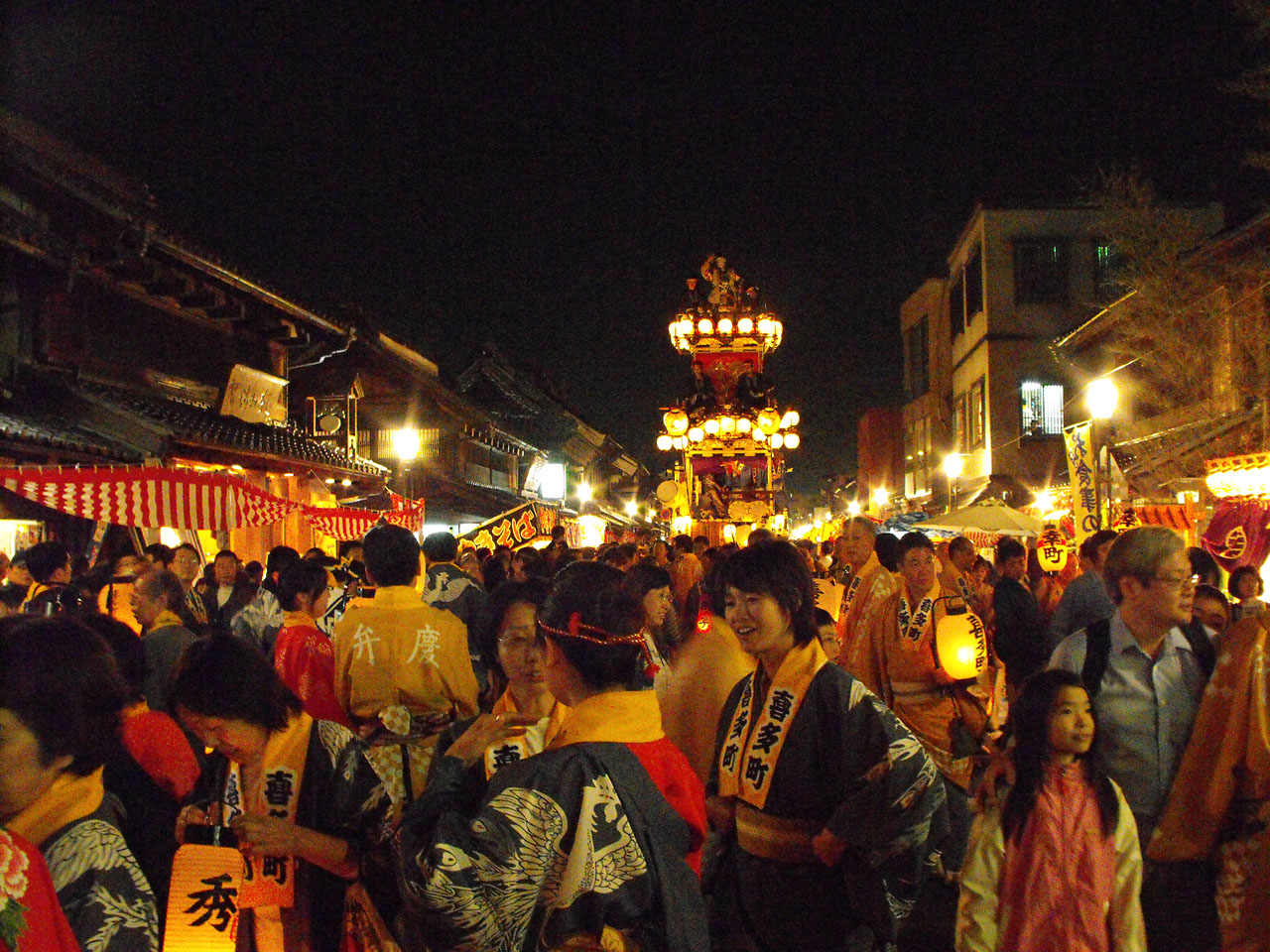
川越祭

- 川越祭（日语：川越まつり）（10月第3個周六日）
盛大的山車巡迴祭典，是關東三大祭之一、國家重要無形民俗文化財（日语：重要無形民俗文化財）。1638年（寛永15年）川越大火的隔年，幕府老中首座松平信綱作為川越藩主著手重建，1648年（慶安元年），松平信綱供獻神輿與舞獅頭給冰川神社做為祭禮用具，為此一祭典的由來。是現在最能重現江戶天下祭（日语：天下祭）面貌的祭典。
- 川越百萬燈夏祭（日语：川越百万灯夏まつり）（7月下旬）
1850年（嘉永3年）盂蘭盆節，川越藩の家臣三田村源八之女魚子（ななこ）為紀念同年去世的藩主松平齊典（日语：松平斉典）掛上切子燈籠，後來演變為此祭典。現在成為市民生活中的「市民祭」。

### 川越節日表
- 1月
  - 3日：初大師（不倒翁市）（喜多院）
  - 9日：一升講（鯨井 春日神社）

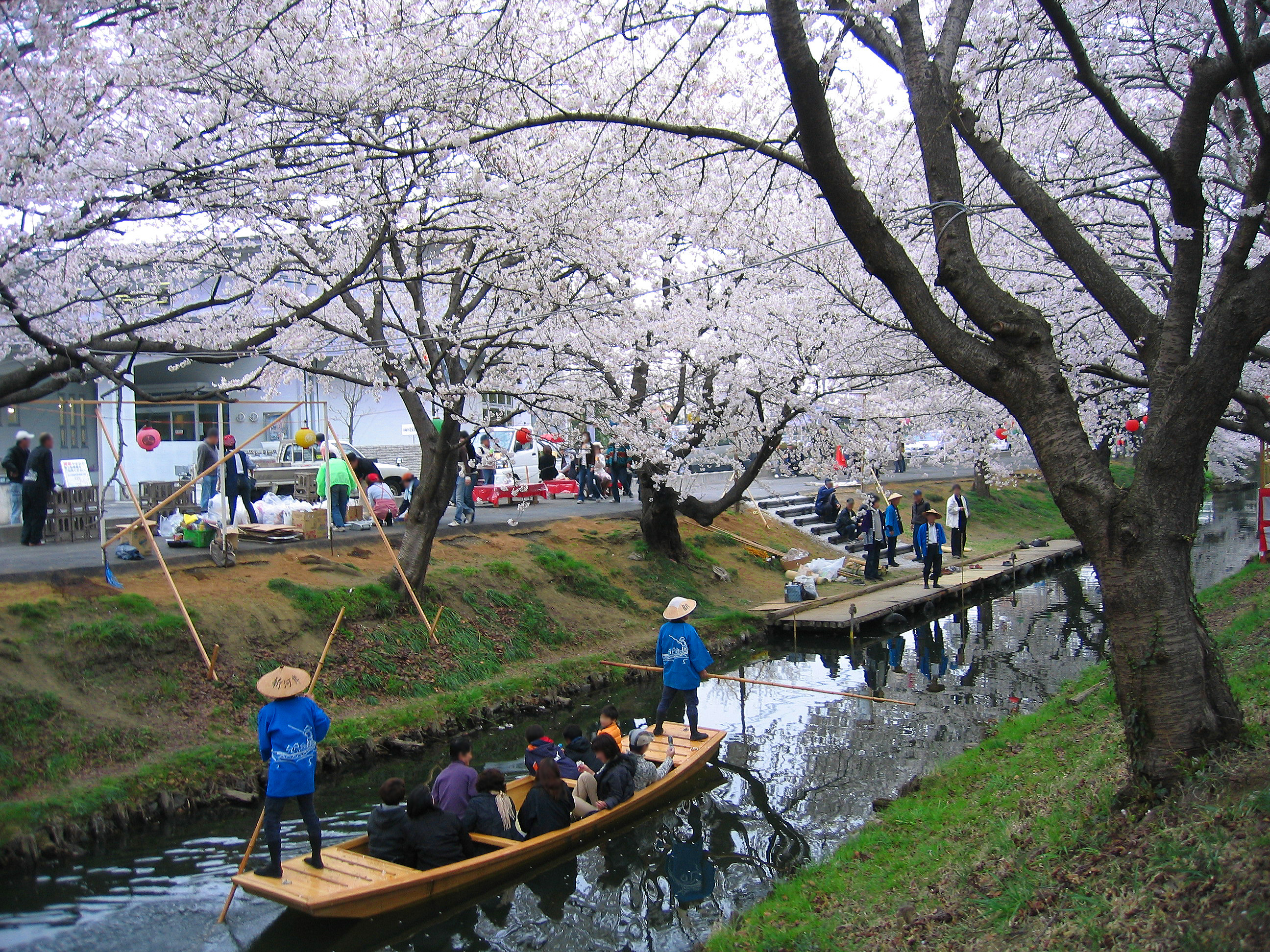
新河岸川櫻花祭的遊船

  - 成人之日前一日：搗餅舞（南大塚·西福寺）縣指定無形民俗文化財
  - 15日：筒粥祭神（石田、藤宮神社）市指定無形民俗文化財
- 2月
  - 11日：弓取式（日语：弓取式）（下老袋·冰川神社）縣指定無形民俗文化財
- 3月
  - 春分之日21日：防御（ふせぎ）（芳地戶·尾崎神社）市指定無形民俗文化財
  - 下旬：新河岸川櫻花祭（新河岸川）
  - 下旬：小江戶川越春祭（市內各地舉行祭典至5月的春祭民踊大會）
- 4月
  - 第2個星期日：萬作（老袋·冰川神社）縣指定無形民俗文化財
  - 14日：足踊（南田島·冰川神社）市指定無形民俗文化財
  - 15日：祭囃子（今福·菅原神社）縣指定無形民俗文化財
  - 15日：祭囃子（中台·八雲神社）縣指定無形民俗文化財
  - 第3個周六日：簓獅子舞（石原町·觀音寺）縣指定無形民俗文化財
  - 19日：神樂（中福·稻荷神社）市指定無形民俗文化財
- 7月
  - 13日：初山（富士見町·淺間神社）
  - 第2個星期日：まんぐり（上寺山·八咫神社）市指定無形民俗文化財
  - 15日附近的星期日：萬作（鯨井·八坂神社）市指定無形民俗文化財
  - 第3個星期日：獅子舞（福田·星行院、赤城神社）市指定無形民俗文化財
  - 中旬：小江戶川越花火大會（伊佐沼公園或安比奈親水公園）
  - 下旬：川越百萬燈夏祭（日语：川越百万灯夏まつり）
- 9月
  - 1日：燒納（新宿町·雀之森神社）
  - 敬老之日前日：ほろかけ祭り（古谷本鄉·古尾谷八幡神社）縣指定無形民俗文化財
  - 15日：獅子舞（古谷本鄉·古尾谷八幡神社）
  - 下旬：川越市美術展（川越市立美術館）
- 10月
  - 13日：番薯之日祭、芋供養（菅原町·妙善寺）
  - 中旬：獅子舞（上寺山·八咫神社）市指定無形民俗文化財
  - 第3個星期日與前一天星期六：川越祭（日语：川越まつり） 國家重要無形民俗文化財（日语：重要無形民俗文化財）
  - 下旬：川越產業博覧會（川越運動公園）
- 11月
  - 1日起：小江戶川越菊花祭（喜多院）
  - 月初：小江戶川越大茶會（蓮馨寺、中院（日语：中院）等）
  - 23日：渡火（日语：火渡り）祭（成田山川越別院本行院）
  - 下旬：小江戶川越馬拉松
- 12月
  - 3日：酉之市（日语：酉の市）（連雀町·熊野神社）

### 住宿
- 佐久間旅館
國家登錄有形文化財的佐久間旅館創業於1894年（明治27年），是尾崎紅葉與島崎藤村經常投宿的旅店。
- 市內有「川越王子大飯店（日语：プリンスホテル）」、「川越東武飯店（日语：東武ホテルチェーン）」、「川越第一飯店」、「三光飯店」等旅館，也有「川越溫泉」、「初雁溫泉」（はつかり温泉）等溫泉設施。伊佐沼湖畔還有埼玉縣國民年金保養中心「Espoir伊佐沼」（えすぽわーる伊佐沼）。

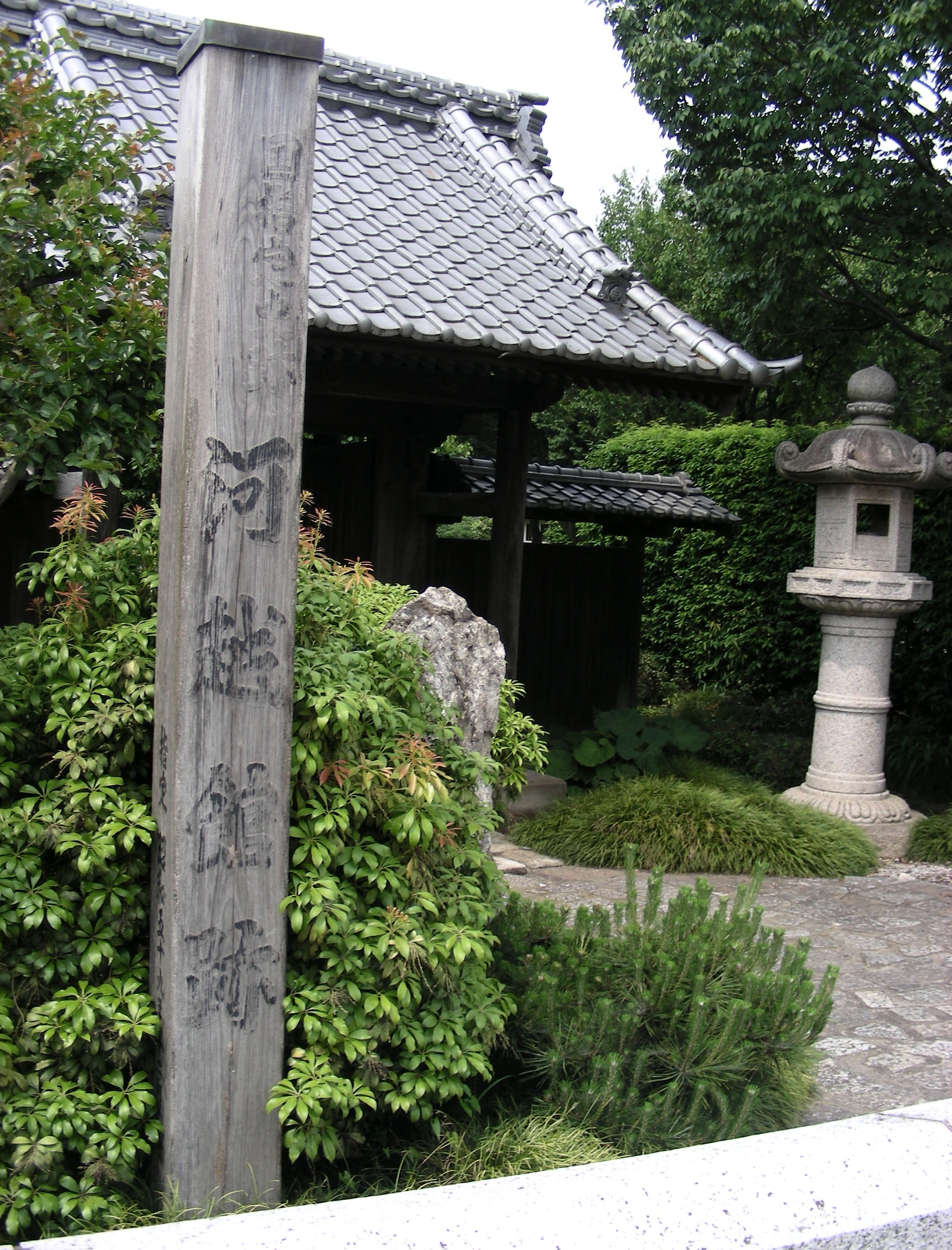
河越館（日语：河越館）
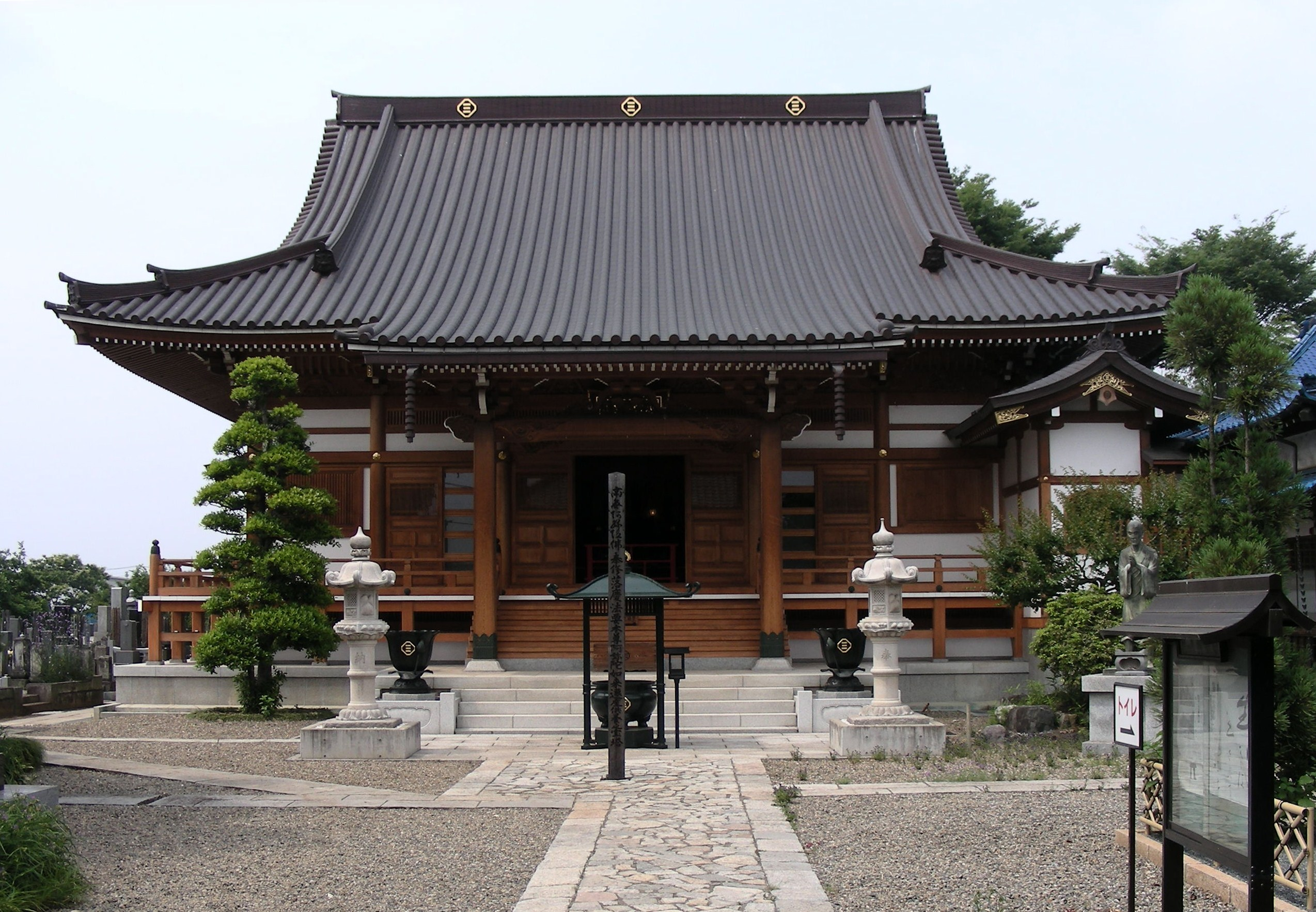
常樂寺（日语：常楽寺 (川越市)）
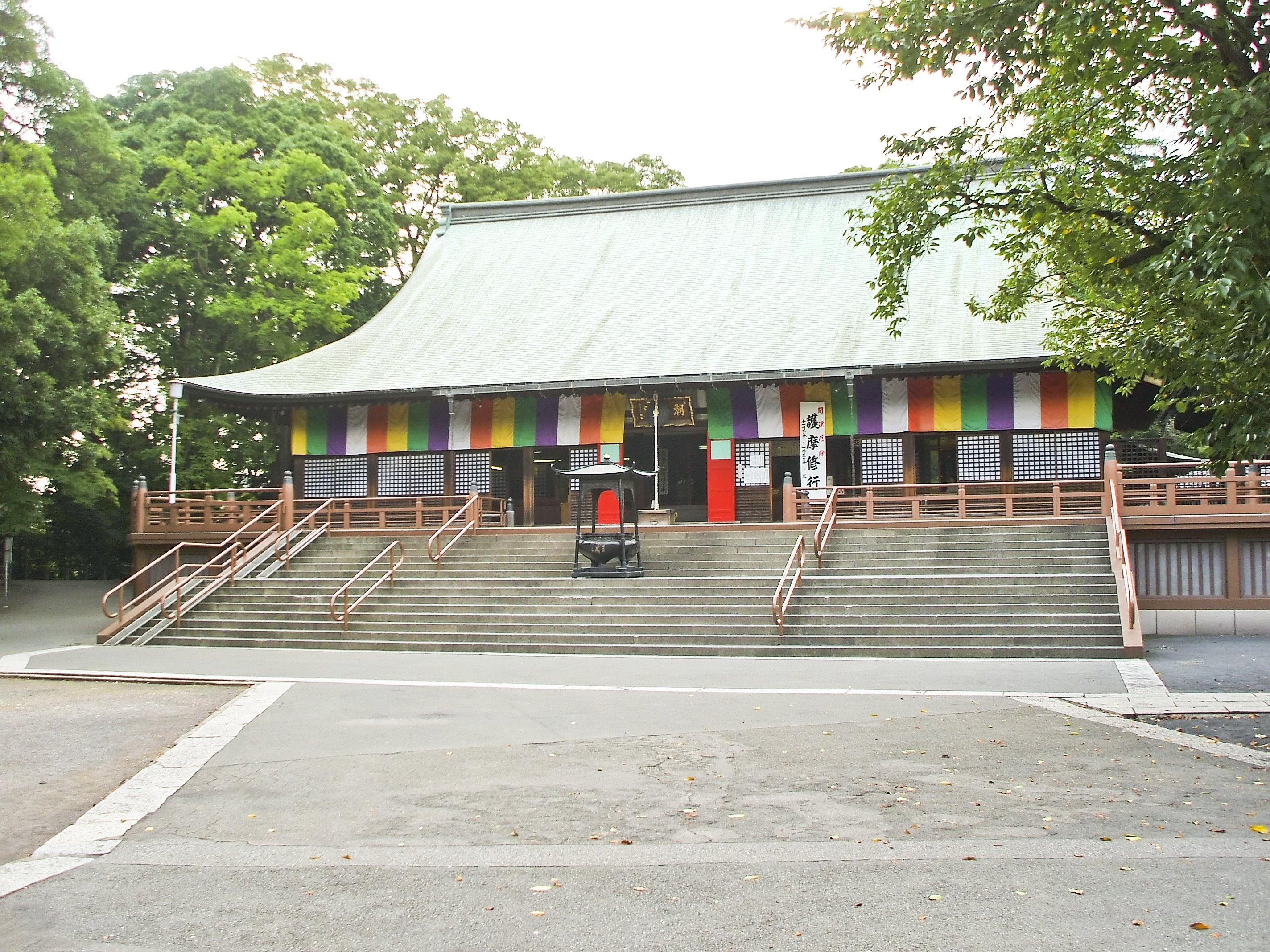
喜多院
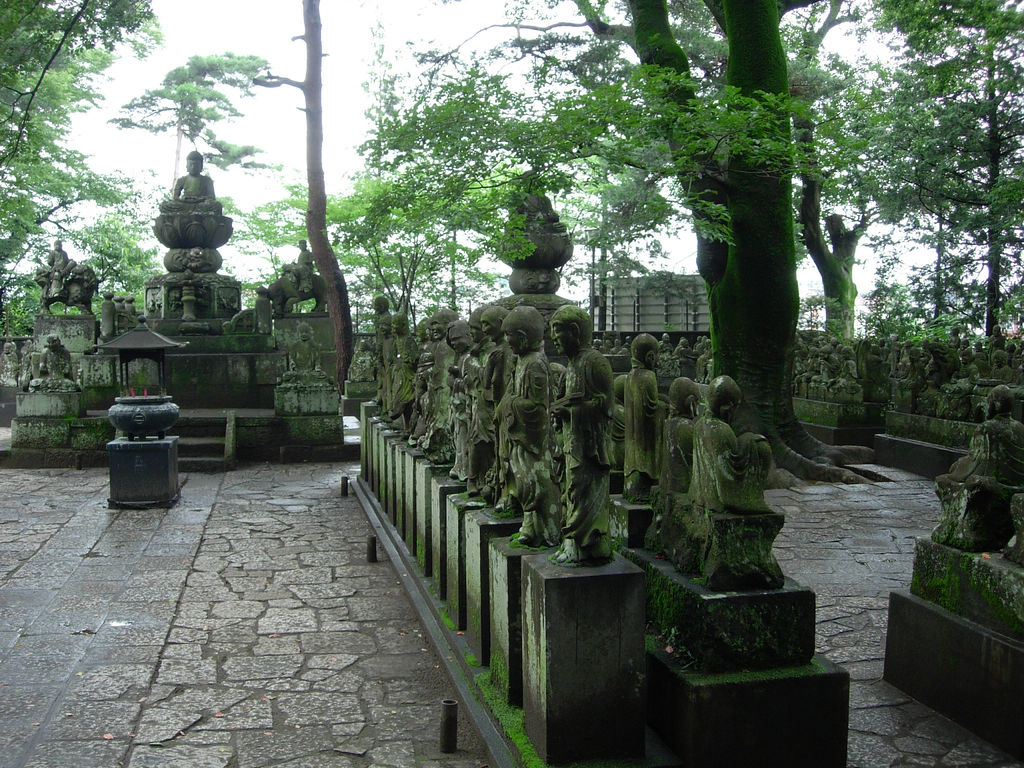
喜多院「五百羅漢」
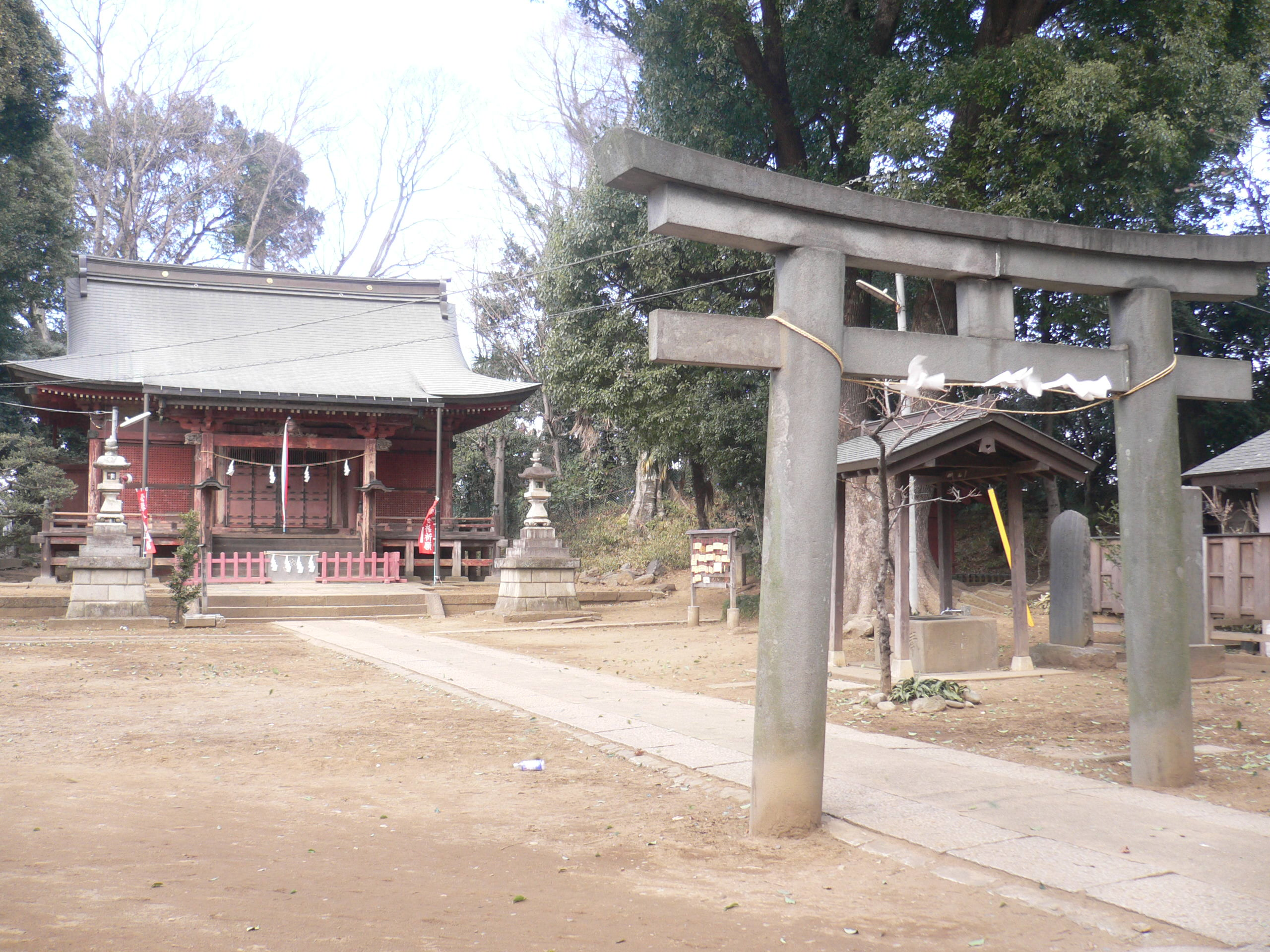
三芳野神社（日语：三芳野神社）
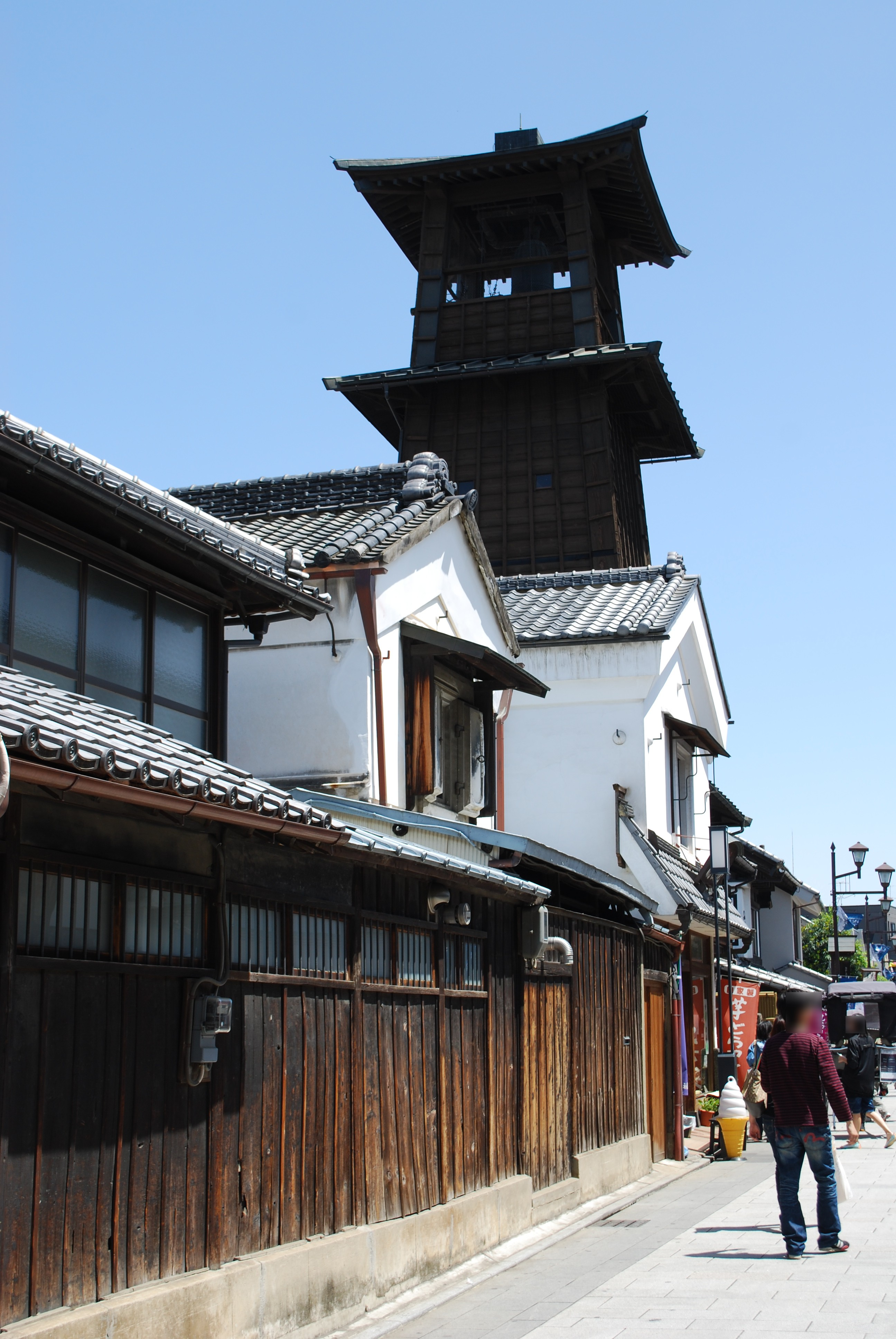
鐘樓
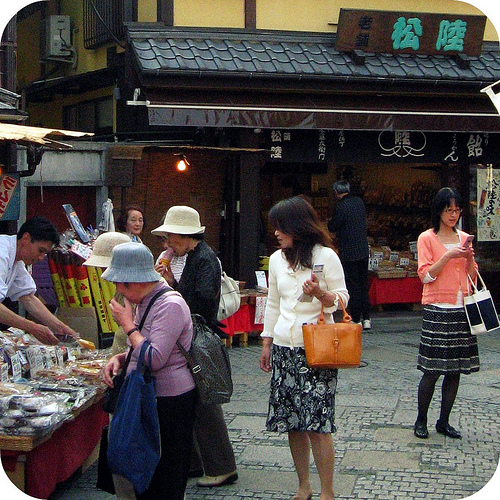
菓子屋橫丁（日语：菓子屋横丁）
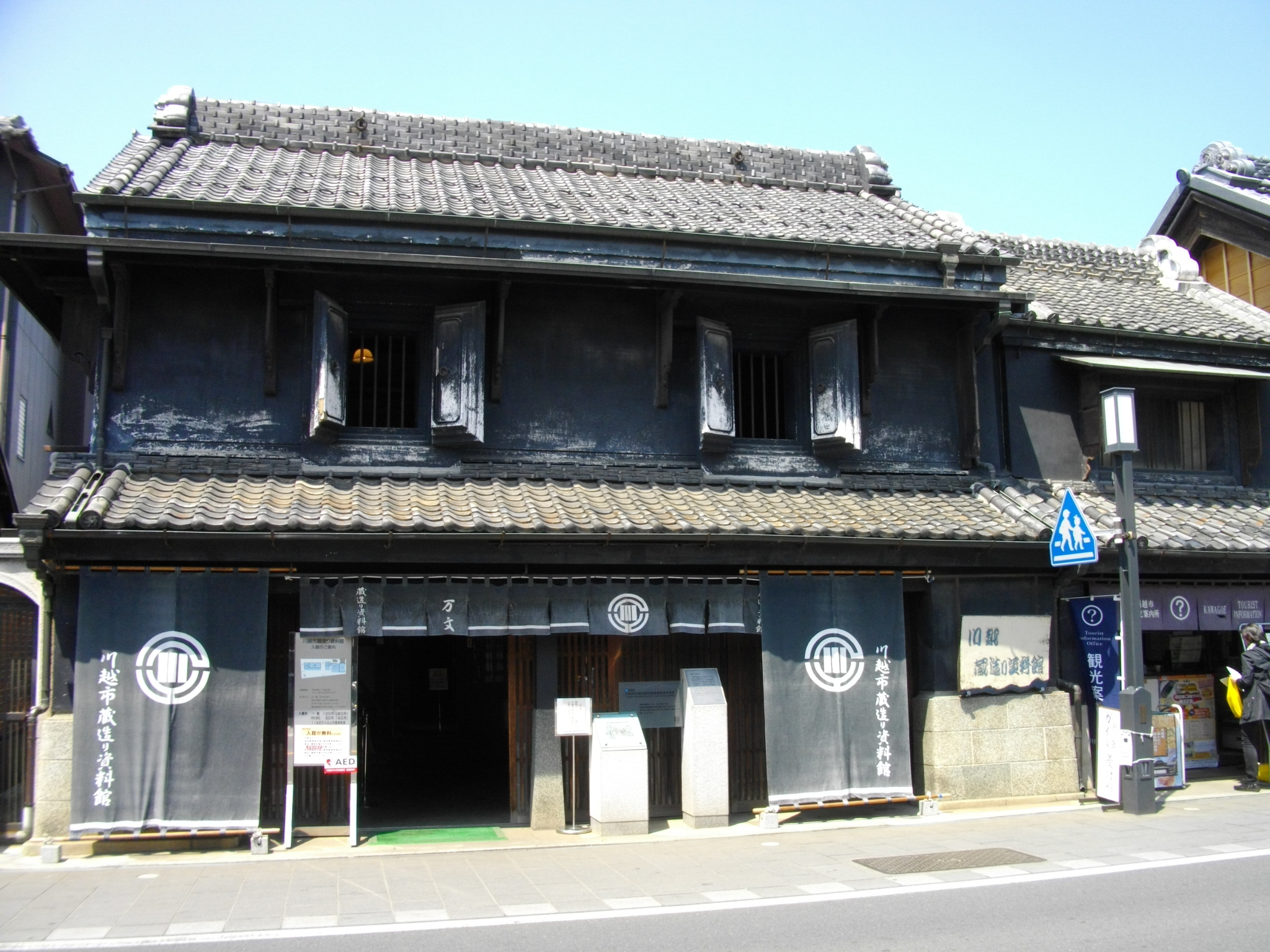
川越市藏造資料館（日语：川越市蔵造り資料館）
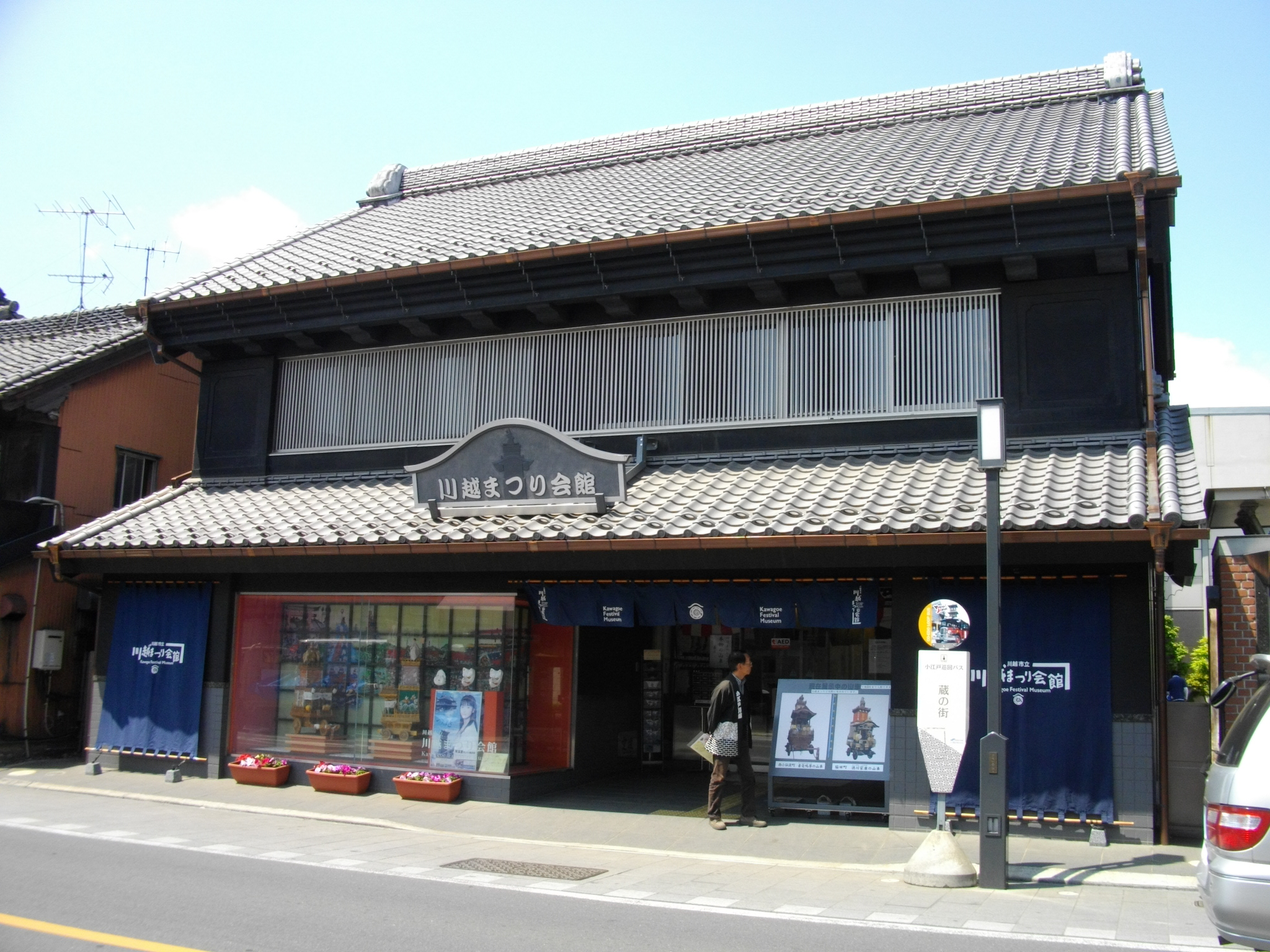
川越祭會館（日语：川越まつり会館）
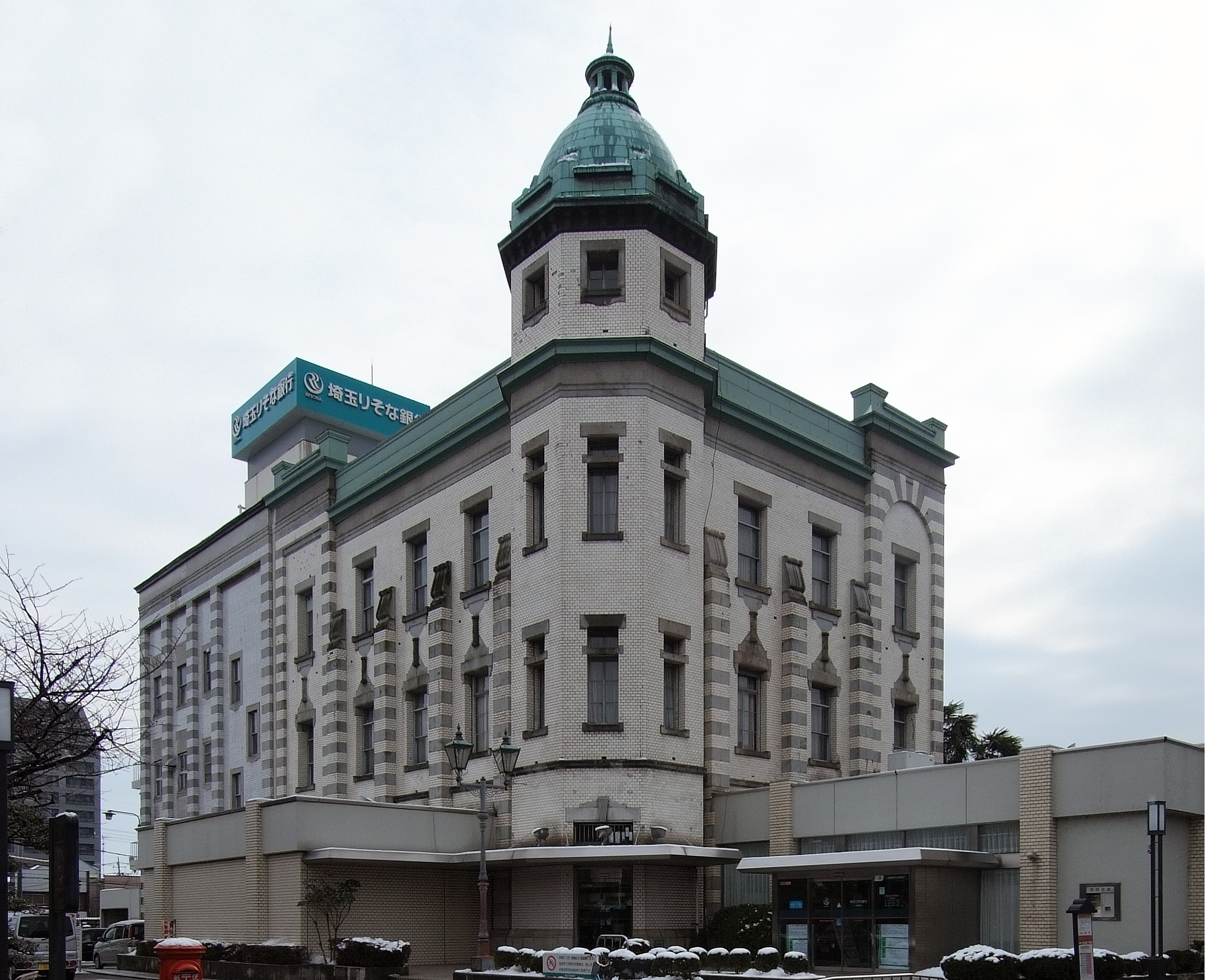
舊八十五銀行（日语：第八十五国立銀行）本店
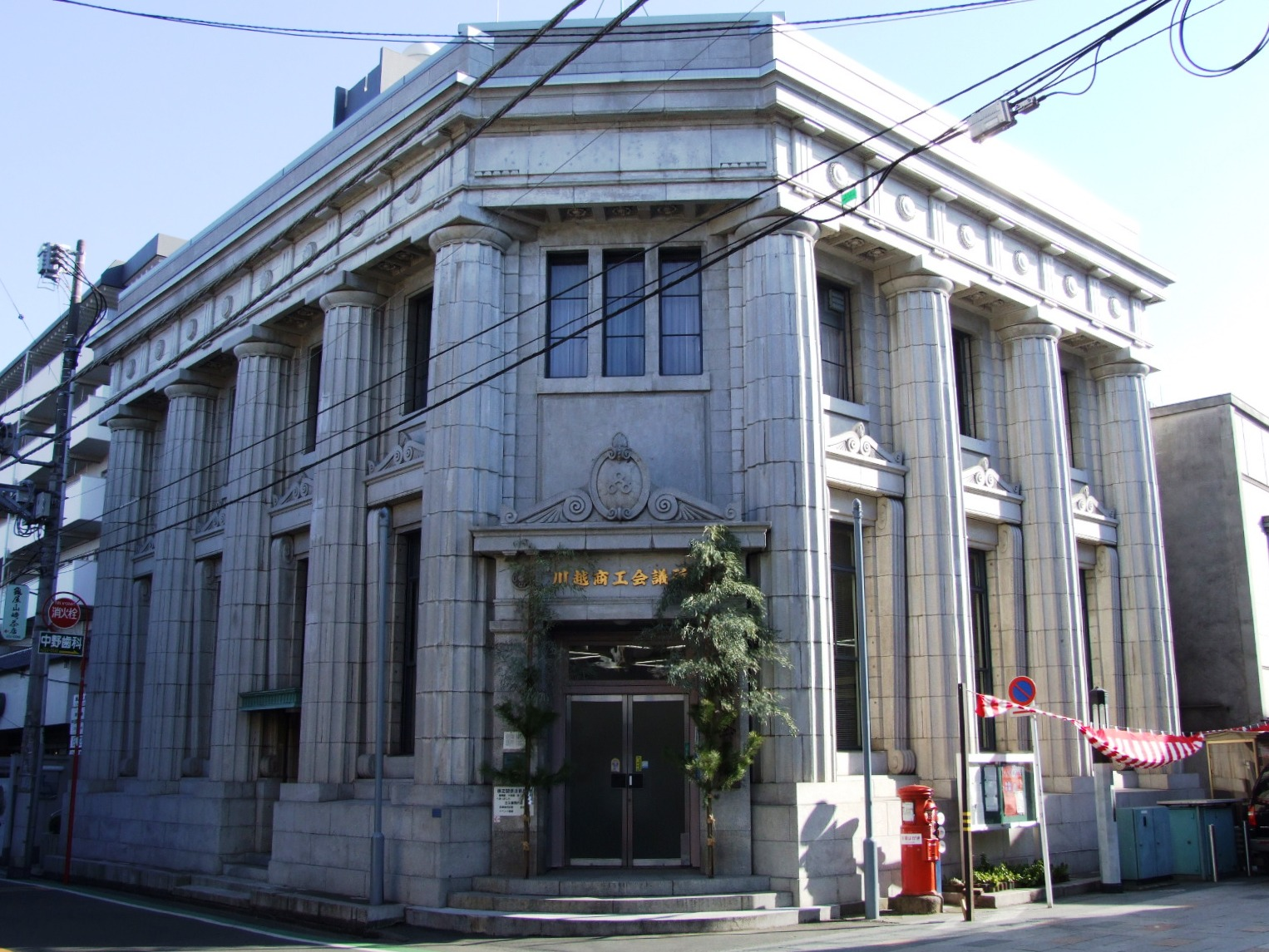
舊武州銀行（日语：武州銀行）川越支店
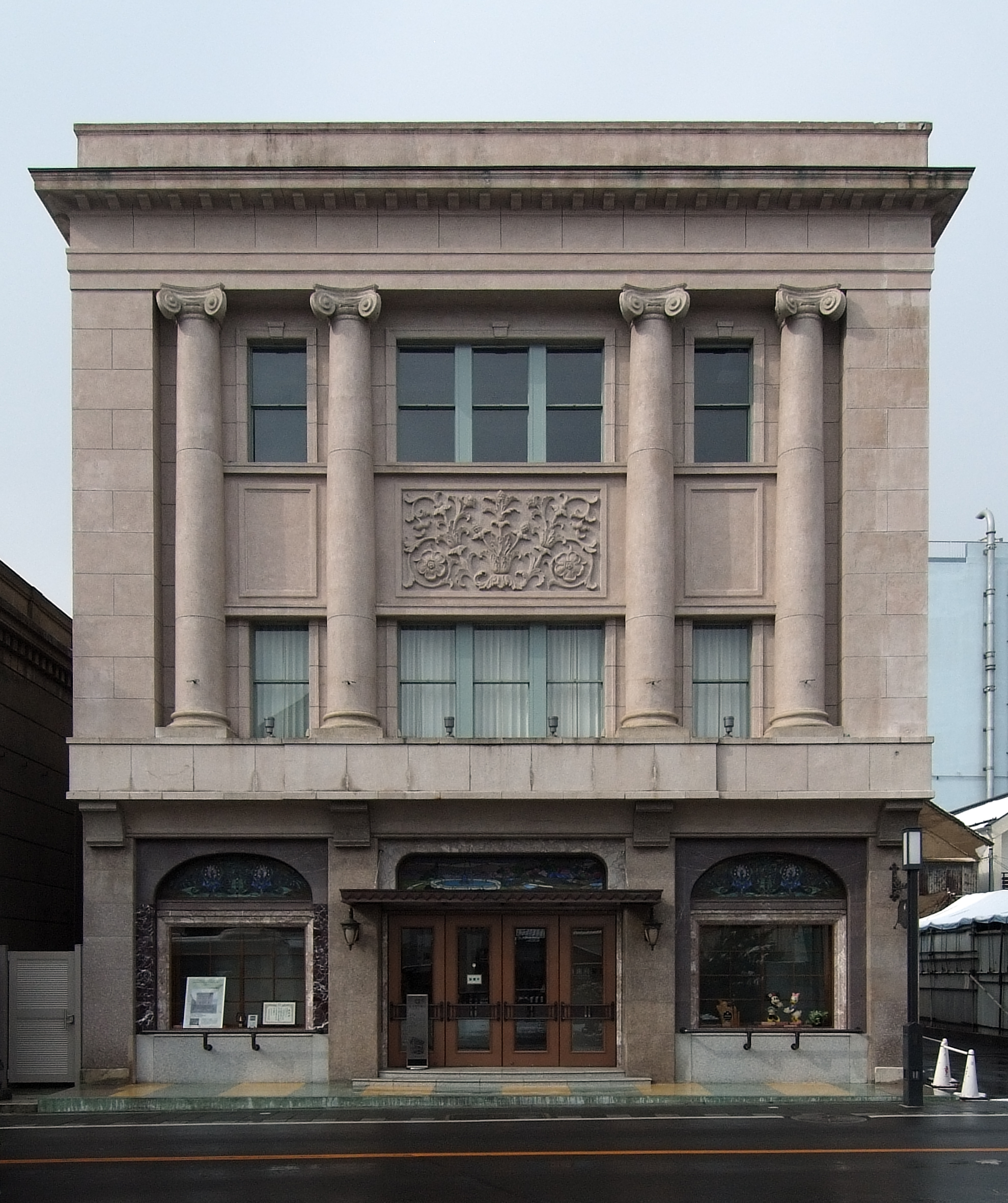
舊山吉百貨
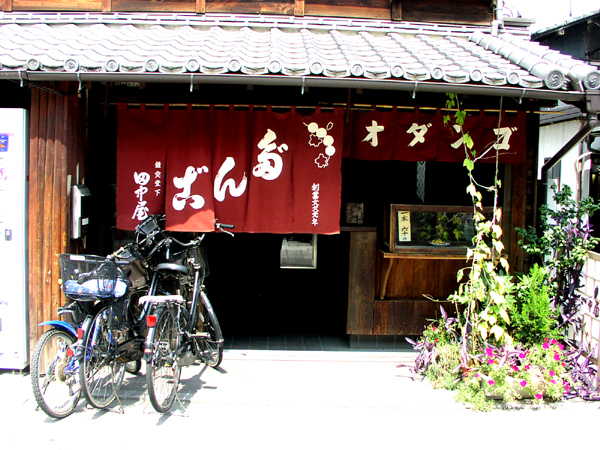
懷舊團子屋

## 知名人士
- 喜多川歌麿（江戶時代浮世繪師）
- 淺美裕子（漫畫家）
- 名香智子（漫畫家）
- 福田花音（歌手、偶像〈ANGERME等成員〉）
- 福原遥（藝人、歌手、模特兒）

## 関連項目
- 川越
- 河越氏
- 河越館
- 川越城
- 川越藩
- 川越大師
- 川越街道
- 川越五河岸

## 備註
1. ↑  川越市役所前の太田道灌像の碑文より
2. ↑  埼玉県県立文書館のサイトより[永久]
3. ↑  埼玉県内の主要駅乗降客数の推移（ぶぎん地域経済研究所）PDF
4. ↑  .   [2015-10-01]. （原始内容存档于2020-08-03）.
5. ↑  .   [2015-10-01]. （原始内容存档于2020-11-01）.
6. ↑  .   [2015-10-01]. （原始内容存档于2020-11-26）.
7. ↑  川越駅西口周辺地区基本構想を策定 的存檔，存档日期2013-06-30.
8. ↑  . www.kawagoesayama.biz-web.jp.   [2025-01-09]. （原始内容存档于2012-01-21）.
9. ↑  . The Japan Times Online (ジヤパンタイムズ). 2007-06-23. （原始内容存档于2007年10月13日） （英语）.
10. ↑  . MSN産経ニュース (産経デジタル). 2010年4月5日.[永久]
11. ↑  .   [2015-10-01]. （原始内容存档于2019-06-30）.
12. ↑  . クオリティ埼玉. 日本電子新聞社. 2011-01-17  [2013-06-03]. （原始内容存档于2011年12月8日）.
13. ↑  . 日経ウーマンオンライン. 日経BP社. 2009年12月4日  [2013-06-03]. （原始内容存档于2016-03-04）.
14. ↑  . 日経不動産マーケット情報. 日経BP社. 2011-03-25  [2013-06-03]. （原始内容存档于2016-03-04）.
15. ↑  . asahi.com (朝日新聞社). 2011年6月9日. （原始内容存档于2011年9月28日）.
16. ↑  . Web埼玉 (埼玉新聞社). 2009年6月29日. （原始内容存档于2009年6月30日）.
17. ↑  . 毎日jp (毎日新聞社). 2011年3月3日.[永久]
18. ↑  . www.rakuten.ne.jp.   [2025-01-09]. （原始内容存档于2015-10-03）.
19. ↑  .   [2015-10-01]. （原始内容存档于2020-08-29）.
20. ↑  . 毎日jp (毎日新聞社). 2010年11月20日.[永久]

## 外部連結
行政
- 川越市 （页面存档备份，存于）
- 川越市的X（前Twitter）

觀光
- 小江戶川越觀光協會中文網站 （页面存档备份，存于）
- 川越祭中文網站 （页面存档备份，存于）